# Chiến tranh Yom Kippur
Cuộc chiến Yom Kippur, Chiến tranh Ramadan hay Cuộc chiến tháng 10 (tiếng Hebrew: מלחמת יום הכיפורים; chuyển tự: Milkhemet Yom HaKipurim or מלחמת יום כיפור, Milkhemet Yom Kipur; tiếng Ả Rập: حرب أكتوبر; chuyển tự: harb 'uktubar hoặc حرب تشرين, ħarb Tishrin), hay Chiến tranh Ả Rập-Israel 1973 và Chiến tranh Ả Rập-Israel thứ tư, là cuộc chiến diễn ra từ 6 tháng 10 năm 1973 cho tới 26 tháng 10 năm 1973 bởi liên minh các quốc gia Ả Rập dẫn đầu bởi Ai Cập và Syria chống lại Israel. Cuộc chiến khởi phát khi quân Ai Cập và Syria bất ngờ đồng loạt tấn công Israel trong ngày lễ Yom Kippur, ngày lễ thiêng liêng của người Do Thái. Ai Cập và Syria vượt qua tuyến ngưng bắn tại bán đảo Sinai và Cao nguyên Golan, vốn bị Israel chiếm năm 1967 trong cuộc Chiến tranh Sáu ngày.
Quân Ai Cập và Syria chiến thắng trong vòng 5 ngày đầu, sau đó tình hình xoay chuyển theo hướng có lợi cho Israel. Tới tuần thứ hai của cuộc chiến, quân Syria đã bị đánh bật khỏi Cao nguyên Golan. Tại Sinai, quân Israel đánh vào chỗ nối tiếp hai đạo quân Ai Cập, vượt kênh đào Suez (là tuyến ngưng bắn trước đó), đe dọa cô lập Quân đoàn 3 Ai Cập, trước khi lệnh ngưng bắn của Liên Hợp Quốc có hiệu lực.
Cuộc chiến có ảnh hưởng sâu rộng vì nhiều lý do khác nhau. Thế giới Ả Rập, vốn bị thua đau trong cuộc chiến tranh Sáu ngày, phấn chấn về mặt tâm lý bởi một chuỗi chiến thắng lúc mở màn cuộc chiến. Đối với Israel, tuy phản công thắng lợi vào giai đoạn sau, nhưng tổn thất nặng về vũ khí và nhân lực khiến nước này bị sốc và cảm thấy cần đàm phán hòa bình với khối Ả Rập. Tâm lý này mở đường cho cho quá trình đàm phán hòa bình tiếp đó, và cũng khởi đầu cho các chính sách tự do hóa của Ai Cập. Hiệp định hòa bình Trại David (1978) dẫn đến việc bình thường hóa quan hệ giữa Ai Cập và Israel—lần đầu tiên một quốc gia Ả Rập công nhận quốc gia Do Thái, đổi lại Israel sẽ trả lại lãnh thổ đã chiếm của Ai Cập. Chính phủ Ai Cập, sau khi đạt được mục đích, đã bắt đầu xa lánh và tách hoàn toàn khỏi sự ảnh hưởng của Liên Xô (cũ).

## Bối cảnh

### Nguyên nhân
Cuộc chiến này là một phần của cuộc Xung đột Ả Rập-Israel, một cuộc xung đột kéo dài cho tới nay, gồm nhiều cuộc chiến tranh và trận chiến kể từ năm 1948, khi quốc gia Israel được thành lập và các nước Ả Rập quyết tâm thôn tính Israel. Trong cuộc chiến tranh Sáu ngày năm 1967, quân Israel đánh chiếm bán đảo Sinai từ tay quân Ai Cập cho tới tận kênh đào Suez, và chừng nửa cao nguyên Golan từ Syria để tạo vùng đệm bảo vệ lãnh thổ của mình trong bối cảnh bị các nước Ả Rập bao vây và uy hiếp nặng nề.
Trong những năm tiếp đó, Israel dựng lên một hệ thống phòng thủ trên bán đảo Sinai và cao nguyên Golan. Năm 1971 Israel bỏ ra 500 triệu dollar để củng cố các vị trí dọc kênh Suez, là một chuỗi các đồn và công sự đất khổng lồ được biết đến với tên gọi tuyến Bar Lev, theo tên một vị tướng Israel là Chaim Bar-Lev với 8.500 binh sĩ đồn trú trong 30 cứ điểm cách nhau khoảng vài km.
Dù thế nào đi chăng nữa, theo Tổng thống Israel Chaim Herzog:
Ngày 19 tháng 6 năm 1967, Chính phủ Quốc gia thống nhất Israel bỏ phiếu kín về việc hoàn trả Sinai cho Ai Cập và Cao nguyên Golan cho Syria để đổi lấy thỏa thuận hòa bình. Cao nguyên Golan sẽ phải được phi quân sự hóa, và một thỏa thuận đặc biệt phải được đặt ra cho Eo biển Tiran. Chính phủ cũng quyết tâm tiến hành đàm phán hòa bình với Vua Hussein xứ Jordan để giải quyết vấn đề biên giới phía đông.
Người Israel muốn chính phủ Hoa Kỳ chuyển nghị quyết này cho các quốc gia Ả Rập. Hoa Kỳ được thông báo về quyết định này, nhưng không chuyển nó đi. Không có bằng chứng nào cho thấy Ai Cập hay Syria nhận được đề nghị này. Quyết định này được chính phủ Israel giữ bí mật, rồi hủy bỏ hoàn toàn vào tháng 10 năm 1967.
Cả Ai Cập lẫn Syria đều muốn giành lại các lãnh thổ đã mất trong cuộc chiến tranh Sáu ngày. Tổng thống Ai Cập khi đó là Anwar Al-Sada quyết tâm giành lại những vùng đất đã mất bằng một cuộc chiến khác. Ông liên hệ với Tổng thống Syria Hafez al-Assad, người cũng đang muốn chiếm lại cao nguyên Golan. Assad ủng hộ ý định của Sadat. Đồng thời, Jordan và Iraq cũng đồng ý cung cấp một số đơn vị quân đội. Tại cuộc họp ở Khartoum, phe Ả Rập ra tuyên bố "ba không": "Không hòa bình, không công nhận và không đàm phán với Israel."
Khi phát động chiến tranh, Tổng thống Ai Cập không định hủy diệt Israel bởi quân đội Israel có trang bị quá mạnh, lại còn được Mỹ hậu thuẫn. Thay vào đó, ông muốn giáng một cú đòn đủ mạnh để buộc Israel ngồi vào bàn đàm phán và trả lại lãnh thổ cho Ai Cập. Ông nhấn mạnh: "Nếu chúng ta có thể tái chiếm thậm chí chỉ là 10 cm lãnh thổ Sinai, thì cục diện sẽ thay đổi, ở phía đông, phía tây và tất cả những nơi khác". Điểm mấu chốt là phải nhanh chóng tái chiếm càng nhiều đất càng tốt để tạo thế mặc cả vững chãi cho Ai Cập trên bàn đàm phán.

### Chuẩn bị lực lượng
Trong chiến tranh Sáu ngày năm 1967, khi lãnh đạo các nước Ả Rập đổ lỗi cho thất bại là tại chất lượng vũ khí Liên Xô kém, Chủ tịch Xô Viết Tối cao (Quốc hội) Liên Xô N. Podgornyi đã nói thẳng: "Vấn đề không phải là máy bay và xe tăng của chúng tôi chất lượng thấp, mà là ở chỗ người Ả Rập không đủ trình độ để sử dụng những loại vũ khí đó". Còn Đại sứ Liên Xô tại Beirut, Asimov, nói với Tổng thống Sirya Kh. Assad: "Chúng tôi đã cung cấp cho các ngài một số lượng khổng lồ các loại vũ khí mà các đồng chí Việt Nam của chúng tôi có nằm mơ cũng không thấy. Tuy nhiên, Quân đội Việt Nam, được trang bị những loại vũ khí lạc hậu hơn nhiều so với các ngài đang chiến đấu và chiến thắng một đế quốc hùng mạnh nhất thế giới (Mỹ)"
Rút kinh nghiệm từ thất bại năm 1967, quân đội các nước Ả Rập không còn chỉ biết ỷ vào số lượng vũ khí mà họ đã chú trọng hơn đến việc huấn luyện tác chiến cho binh sĩ. Người Nga đã đưa qua nhiều chuyên viên, cố vấn quân sự để giúp huấn luyện quân đội hai nước Ả Rập này. Thời gian 3 năm là không đủ để trui rèn toàn bộ binh sĩ Ả Rập và trình độ tác chiến của họ còn kém khá xa quân đội Liên Xô, nhưng dù sao họ cũng đã thể hiện tốt hơn nhiều so với cuộc chiến trước.

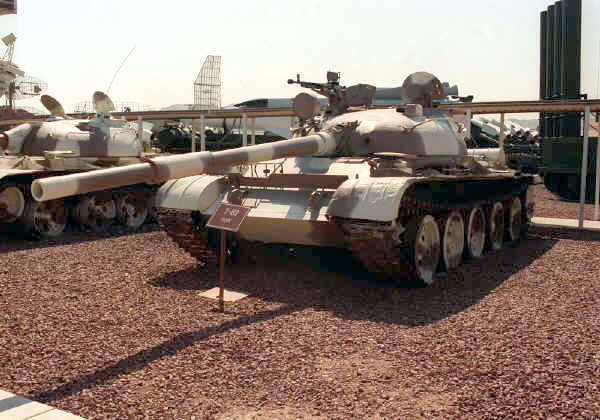
Xe tăng T-62 viện trợ cho Ai Cập

Trong năm 1970-1973, vũ khí và đồ tiếp vận từ Liên Xô liên tục được chuyển tới các nước Ả Rập, đặc biệt các dàn hỏa tiễn, súng phòng không, và vũ khí chống chiến xa. 15 hệ thống hỏa tiễn đất đối không kiểu mới SA-6 được trang bị cho quân đội Syria, 10 hệ thống cho Ai Cập. Syria còn nhận được loại hỏa tiễn đất đối đất Frog-7 có tầm hoạt động trong vòng 40 dặm. Liên Xô đã viện trợ để tăng cường sức mạnh cho các đơn vị Thiết giáp Ai Cập và Syria. Trong thời gian này, Ai Cập đã nhận được 1.260 xe T-54/55, 400 xe T-62, 150 xe chiến đấu bộ binh mới nhất BMP-1 và nhiều loại vũ khí khác. Quân đội Syria cũng được vũ trang quy mô lớn không kém. Thêm vào đó là các hỏa tiễn chống chiến xa AT-3 Sagger, súng chống tăng vác vai RPG-7.
Căng thẳng nơi biên giới Syria bắt đầu từ ngày 13/9 khi hai phản lực cơ F-4 Phantom với bốn Mirage hộ tống bay thám thính đã xâm phạm không phận Syria. Trận không chiến xảy ra và cả hai bên đều gửi thêm máy bay lên tham chiến. Trong đợt đầu, Do Thái bắn rơi 8 phản lực cơ MiG, đổi lại một Mirage bị rơi, viên phi công nhảy dù xuống biển Địa Trung Hải cách bờ khoảng ba dặm. Người Syria không bỏ qua, gửi lên bốn chiếc MiG khác bao vùng cho một khinh tốc đỉnh đến bắt sống viên phi công Do Thái. Một trận không chiến thứ hai xảy ra, lần này các phi công Do Thái bắn rơi cả bốn chiếc Mig. Trực thăng vào cứu phi công bị rơi, bắt luôn viên phi công Syria nhảy dù xuống gần đó.
Trong suốt Chiến tranh tiêu hao (1968-1972), máy bay chiến đấu của Israel bắn hạ sáu MiG-21 của Ai Cập, đối lại MiG-21 của Ai Cập bắn hạ 2 máy bay và có thể đã hạ thêm 3 máy bay khác của Israel. Israel cũng tuyên bố đã hạ 56 chiếc MiG-21 của Ai Cập, trong khi MiG-21 của Ai Cập bắn hạ 14 máy bay Israel và có thể đã hạ thêm 12 máy bay khác của Israel. Trong cùng thời gian đó, Israel tuyên bố tổng cộng 25 chiếc MiG-21 của Syria bị phá hủy; Syria tuyên bố MiG-21 của họ đã bắn hạ 3 máy bay và có thể đã hạ thêm 4 máy bay khác của Israel.
Thiệt hại cao của máy bay khiến khối Ả Rập yêu cầu Liên Xô giúp đỡ. Vào tháng 6 năm 1970, các phi công Liên Xô và các đội tên lửa phòng không đến Ai Cập với các thiết bị của họ, cán cân trong các cuộc không chiến đảo chiều. Trong 2 năm 1970-1971, MiG-21 do các phi công Liên Xô lái và các đơn vị phòng không do họ vận hành đã phá hủy tổng cộng 21 máy bay Israel trong khi họ chỉ mất 4 chiếc MiG-21, khiến Israel chấp nhận ký một thỏa thuận ngừng bắn tạm thời.

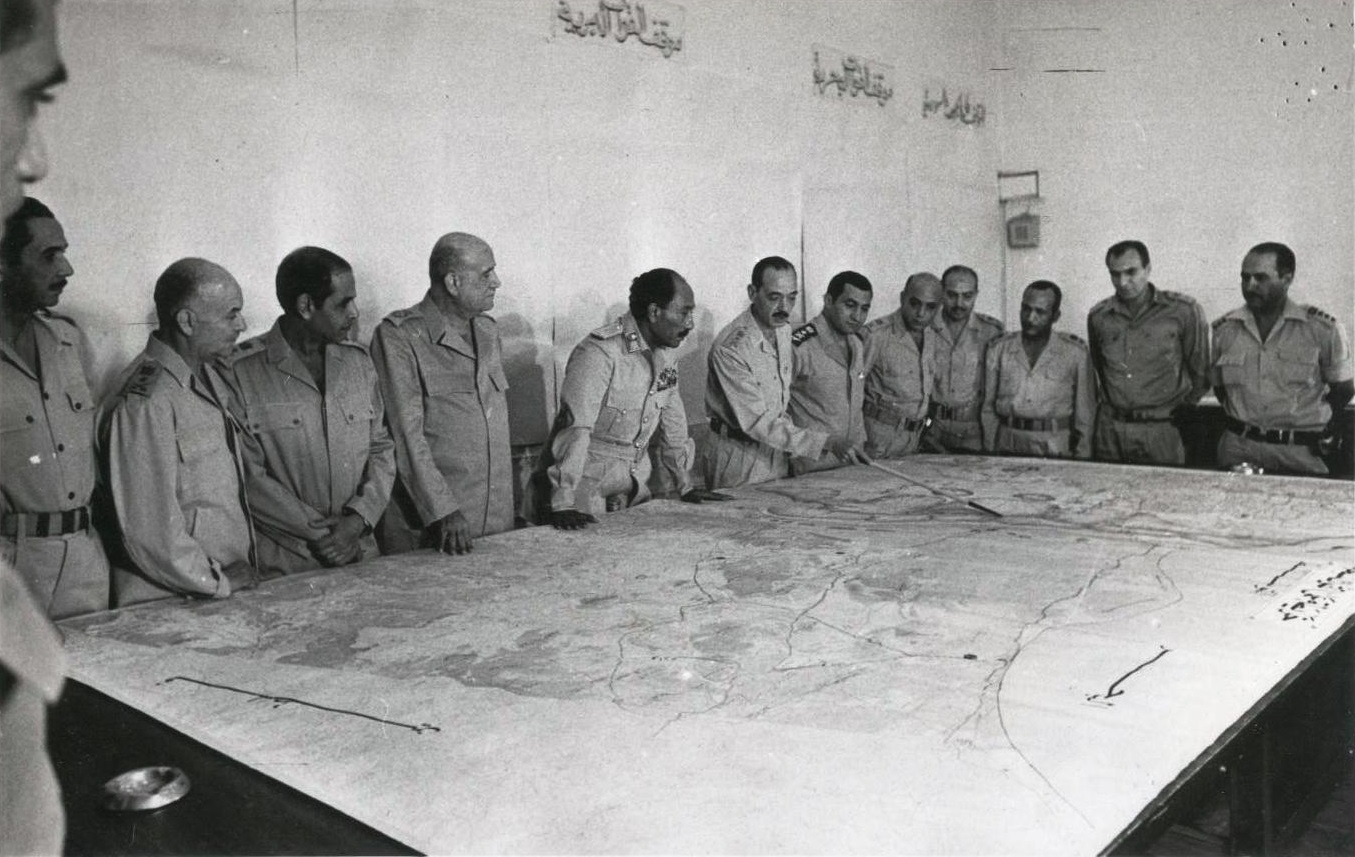
Bộ Chỉ huy Ai Cập trong chiến dịch giành lại bán đảo Sinai tháng 10-1973: Tổng thống Anwar Sadat (người đang chỉ bản đồ), tướng Ahmad Ismail Ali, tướng Saad el-Shazly, tướng Mohamed Abdel Ghani el-Gamasy, tướng Hosni Mubarak (sau này trở thành Tổng thống), tướng Fouad Mohamed Abou Zikry, tướng Mohammed Aly Fahmy, tướng Abdul Munim Wassel, tướng Abd-Al-Minaam Khaleel, đại tá Saad Mamoun

Năm 1971, Liên Xô quyết định triển khai một nhóm MiG-25 tới Ai Cập để giúp nước này trinh sát hệ thống phòng thủ của Israel ở bờ đông bán đảo Sinai. 4 chiếc MiG-25 của Liên Xô đã hoạt động tạm thời trong Không quân Ai Cập vào năm 1971 dưới vỏ bọc tên gọi "X-500", cả bốn chiếc đều vẽ phù hiệu của không quân Ai Cập. Nhiệm vụ trinh sát đầu tiên vào ngày 10/10/1971, hai chiếc MiG-25 bay tới biên giới Israel - Lebanon ở độ cao 21.300 mét, chỉ cách bờ biển Israel khoảng 27 km. Không quân Israel (IAF) đã cử nhiều máy bay F-4 Phantom lên đánh chặn nhưng không thành công. Tới tháng 11, IAF chuẩn bị hai chiếc F-4 được tháo toàn bộ thiết bị không cần thiết, giúp chúng đạt độ cao đủ để tấn công MiG-25. Phi công Israel phóng tên lửa AIM-7 Sparrow về phía chiếc MiG-25, nhưng quả tên lửa không thể bắt kịp tốc độ hơn 3.700 km/h của MiG-25, chiếc MiG-25 trở về an toàn. Việc không thể đánh chặn MiG-25 khiến quân đội Israel tức giận, họ triển khai các nhóm F-4 Phantom tuần tra gần sân bay Cairo-West của Ai Cập để hạ MiG-25 khi chúng vừa cất cánh. Trong một nhiệm vụ, đã có tới 48 máy bay Israel xuất kích để tìm cách bắn hạ chiếc MiG-25, nhưng vẫn không thành công.
MiG-25 bay theo đội hình 2 chiếc, ở tốc độ gấp 3 lần vận tốc âm thanh (3.700 km/h), MiG-25 chỉ cần hai phút để bay hết chiều dài chiến tuyến dọc theo kênh đào Suez phân chia Ai Cập và Israel. Mỗi tháng MiG-25 có 2 chuyến trinh sát, và đã bay qua Israel khoảng 20 lần. Năm 1973, một chiếc MiG-25R đã đạt đến tốc độ Mach 3.2 trong khi đang bị những chiếc F-4E của Israel bám đuổi. Không quân Israel đã không thể tìm được cách nào để ngăn chặn những chiếc MiG-25, dù tình báo của Israel luôn biết trước được lịch bay qua không phận Israel của MiG-25. Tổ hợp tên lửa phòng không Raytheon Hawk mà Israel mua của Mỹ cũng vô dụng với MiG-25, vì chúng chỉ có thể đánh chặn mục tiêu ở độ cao tối đa là 12.200 mét.
Tuy nhiên, Chính phủ Xô Viết chủ trương giải quyết xung đột Do thái - Ả rập bằng biện pháp hòa bình nên đã giới hạn các hoạt động của họ ở mức độ giúp cho Ả Rập tự vệ (phi công Liên Xô chỉ tham chiến nếu máy bay Israel xâm phạm không phận Ai Cập và họ sẽ không tấn công sang lãnh thổ Israel). Điều này khiến khối Ả Rập tức giận. Sau khi Liên Xô liên tục từ chối viện trợ các loại vũ khí hiện đại nhất (máy bay MiG-23, MiG-25) vì không muốn Ai Cập khởi động chiến tranh, Tổng thống Sadat ra tối hậu thư, yêu cầu Liên Xô phải bán MiG-25 cho Ai Cập trong vòng một tuần hoặc các cố vấn Liên Xô phải rời quốc gia này ngay lập tức. Chiều ngày 18/7/1972, tổng thống Ai Cập chính thức tuyên bố yêu cầu các cố vấn quân sự Xô Viết phải bàn giao toàn bộ vũ khí – khí tài cho Quân đội Ai Cập và trục xuất họ trở về nước. Tổng thống Syria cũng yêu cầu Liên Xô triệu hồi toàn bộ cố vấn quân sự về nước sau khi họ từ chối viện trợ MiG-23 cho Syria.

### Kế hoạch của liên quân Ả Rập
Quân đội Ai Cập và Syria tấn công trong ngày lễ Yom Kippur là một chuyện bất ngờ mặc dầu Israel đã chuẩn bị, vì nhằm ngày lễ Yom Kippur nên quân đội Do Thái vẫn chưa đưa kịp những đơn vị trừ bị ra phòng tuyến chống lại cuộc tấn công của hai quốc gia Ả Rập. Còn với người Arab, đó là tháng lễ Ramadan và đúng vào ngày mà người Hồi giáo mở tiệc ăn mừng chiến thắng của Nhà tiên tri Muhammad trong Cuộc chiến Badr và việc ông trở về Mecca. Người Ai Cập lấy mật danh của cuộc tấn công này là Chiến dịch Badr.
Từ năm 1970 tới nửa đầu năm 1973, khối Ả Rập liên tục tung hỏa mù bằng việc đưa ra những lời đe dọa chiến tranh. Cứ vài tháng, tổng thống Ai Cập Sadat lại công khai tuyên bố ý định tấn công Israel. Ông gọi 1971 là "năm quyết định", nhưng 1971 qua đi mà không có sự kiện gì xảy ra. Năm 1972, Sadat lại có tuyên bố thù địch với Tel Aviv, tuy nhiên quân Ai Cập vẫn án binh bất động. Đến trước năm 1973, khi nghe Ai Cập tuyên bố tấn công, chẳng mấy ai còn tin nữa. Những đợt chuyển quân lớn của Ai Cập và Syria lên vùng biên giới vào tháng 9/1973 để chuẩn bị cho chiến tranh thực sự cũng không làm Israel cảm thấy cần cẩn thận hơn trong bố phòng biên giới.
Kế hoạch tác chiến của quân Ả rập được tuyệt đối giữ kín. Ở Ai Cập, trước ngày 1/10/1973, chỉ có tổng thống và bộ trưởng quốc phòng nắm được bí mật này. Về phần Syria, chỉ một số nhân vật trong nội các (dưới 10 người) biết rằng chiến tranh sẽ nổ ra. Dè chừng hệ thống nghe trộm điện tử tinh vi của Israel, lãnh đạo Ả rập hạn chế tối đa liên lạc qua điện thoại và điện tín.
Trong khi đó, thắng lợi giòn giã năm 1967 khiến Israel quá tự mãn và xem quân đội của họ là vô địch trong khu vực, họ tin rằng người Ả rập còn lâu mới dám đối đầu một lần nữa.
Các chính trị gia Israel, sau nhiều lần bị báo động giả, không tin rằng người Ả rập có ý định gây chiến nghiêm túc. Thiếu úy tình báo quân đội Israel có tên Binyamin Siman-Tov đã viết liền 2 bản báo cáo dài về nguy cơ chiến tranh vào ngày 1 và 3/10, nhưng bị cấp trên bỏ qua. Các điệp viên Mossad ngày 5/10 báo cáo rằng "chiến tranh đang cận kề", song Giám đốc tình báo quân đội Israel đã bác bỏ cảnh báo này. Chính phủ Israel chỉ lường trước về một cuộc tấn công giới hạn, nhưng không ngờ sẽ phải đối mặt với cả một cuộc chiến tổng lực về quân sự, chính trị và kinh tế mà người Ả Rập đã chuẩn bị trong 6 năm.

### Lực lượng
Đến tháng 10/1973, Israel có 32 sư đoàn bộ binh, xe tăng và cơ giới, 04 lữ đoàn đổ bộ đường không và 04 lữ đoàn pháo binh. Israel có khoảng 2.150 xe tăng, trong đó có 29 chiếc PT-76 và hơn 300 chiếc T-54/55 tịch thu của quân Ả Rập từ chiến tranh Sáu ngày năm 1967, 250 chiếc là loại M4 Sherman cũ từ thời Thế chiến II (đã được Israel nâng cấp để mang pháo 105mm kiểu mới), mấy trăm chiếc AMX-13, còn lại 1.100 chiếc là những loại xe tăng chủ lực hiện đại của Mỹ-Anh là M48A3 Patton và xe tăng Centurion (toàn bộ đã được Israel nâng cấp để mang pháo 105 mm kiểu mới). Ngoài ra Israel còn có 4.000 xe bọc thép, gần 1.000 khẩu pháo và súng cối. Không quân Israel có 400 máy bay chiến đấu, trong đó có không ít hơn 100 F-4 Phantom, gần 150 A-4 Skyhawk, hơn 50 Mirage. Hải quân có 02 tàu ngầm, 12 tàu tên lửa và gần 40 tàu tuần tiễu.

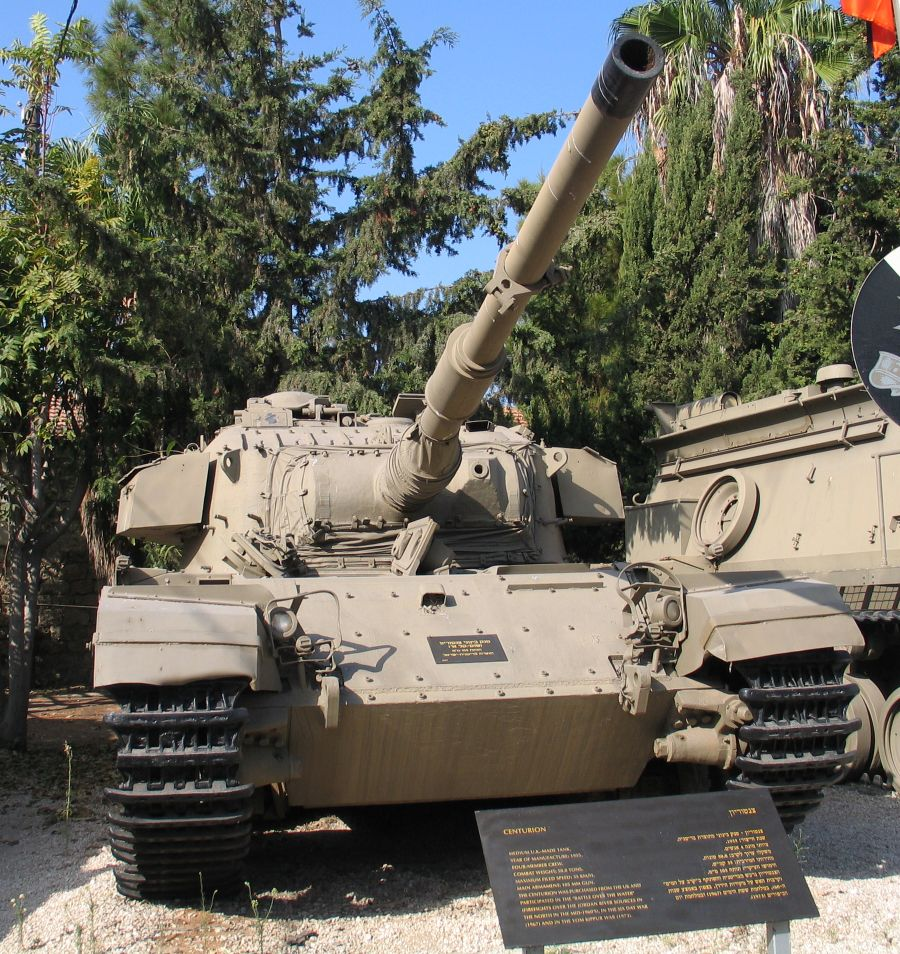
Xe tăng Centurion của Israel

Tại bán đảo Sinai, dọc kênh đào Suez, Israel còn xây dựng các tuyến phòng ngự vững chắc. Quan trọng nhất là tuyến Bar-Lev dọc toàn bộ bờ đông (bờ châu Á) của kênh đào Suez. Chiều sâu phòng ngự của tuyến này từ 30 đến 50 km. Ở tuyến thứ nhất có 33 trận địa phòng ngự (mỗi trận địa có 01 trung đội bộ binh và 01 trung đội tăng) có chiều rộng 150 đến 300m và chiều sâu 200m, cự ly giữa các trận địa phòng ngự - 6 đến 10 km. Có 100 công sự bê tông kiên cố. Ở các hướng chủ yếu cứ mỗi một km dọc tuyến có 10 đến 12 xe tăng và 5-6 vũ khí chống tăng. Israel cũng chi 600 triệu đô la để đắp các bức tường cát cao từ 8–20 m. Trên cao nguyên Goland, Israel cũng bố trí tuyến phòng ngự có chiều sâu 12 đến 20 km và chiều rộng 75 km, gồm một mạng lưới phức tạp các chiến hào chống tăng, bệ bắn và đài quan sát để đối phó với Syria.
Quá tự mãn sau khi đè bẹp liên quân Ả rập trong cuộc chiến năm 1967, giới lãnh đạo quân sự Israel đã đánh giá thấp đối thủ của họ. Một thiếu tướng Israel cao giọng: "Hãy đặt tất cả lính dù Arab trang bị tên lửa Sagger trên một ngọn đồi và tôi sẽ thổi bay họ chỉ bằng 2 chiếc xe tăng".
Cuối năm 1973, quân đội Ai Cập có 12 sư đoàn và 20 lữ đoàn với 650.000 quân, 100 tổ hợp phóng tên lửa đạn đạo, 2.500 xe tăng, khoảng 2.500 xe bọc thép, hơn 2.000 khẩu pháo, gần 2.500 tổ hợp tên lửa chống tăng vác vai, hơn 500 tổ hợp phòng không các loại, gần 2.000 tổ hợp tên lửa phòng không vác vai và gần 3.000 pháo phòng không. Không quân có gần 600 máy bay chiến đấu, trong đó có 18 máy bay ném bom Tu-16 và Il-28, 210 máy bay tiêm kích MiG-21, hơn 100 máy bay cường kích Su-7. Hải quân có 12 tàu ngầm, 5 tàu khu trục, 3 khinh hạm, 19 tàu tên lửa (8 chiếc Komar, 11 chiếc kiểu 183R), hơn 40 tàu phóng lôi và tuần tiễu. Khoảng một nửa số này được huy động cho cuộc chiến tranh.
Cuối năm 1973, quân đội Syria có 5 sư đoàn và 20 lữ đoàn với 300.000 quân, gần 20 tổ hợp phóng tên lửa đạn đạo, 1.500 đến 2.000 xe tăng, 1.500 xe bọc thép, 1.000 khẩu pháo, súng cối và hệ thống hỏa lực bắn dàn, 2.800 tổ hợp tên lửa chống tăng vác vai, 360 tổ hợp phòng không các loại, 1.000 tổ hợp tên lửa phòng không vác vai, gần 2.000 pháo phòng không. Không quân có gần 300 máy bay chiến đấu, trong đó - từ 110 đến 180 MiG-21 và không ít hơn 40 Su-7. Hải quân có 9 tàu tên lửa (3 tàu Komar, 6 tàu dự án 183R), gần 20 tàu phóng lôi và tuần tiễu. Khoảng một nửa số này được huy động cho cuộc chiến tranh.
Theo nguồn Liên Xô thì tổng cộng Ai Cập và Syria tung vào cuộc chiến khoảng 3.225 xe tăng và xe thiết giáp, 946 máy bay, 430.000 binh lính và sĩ quan.
Các lực lượng Ai Cập được huấn luyện diễn tập tấn công qua kênh đào Suez ít nhất 35 lần nhằm vào những mô hình có kích thước như thật. Vượt qua kênh đào Suez là một thử thách khó khăn: phải vượt những chỗ kênh đào rộng tới 200 m, và xuyên thủng các thành lũy được Israel xây dựng ở phía bên kia bờ kênh. Những thành trì đắp bằng cát này cao gần 20 m và có sườn dốc từ 45 - 65 độ. Để khoét lối mở đường cho binh sĩ và khí tài tiến vào, người Ai Cập đã thành lập 40 tiểu đoàn kỹ thuật trang bị 450 vòi rồng công suất cao.
Về quân số trên bộ (Bộ binh, Thiết giáp), tổng số quân Ai Cập và Syria đông gấp 1,5 lần quân Do Thái. Về không quân, Ai Cập và Syria nhiều hơn 2 lần về số máy bay. Về hải quân, 2 bên khá tương đương nhau. Tuy nhiên, Israel có lợi thế về địa hình (họ có sẵn hệ thống công sự vững chắc để phòng ngự) và binh sĩ của họ có kỷ luật và kinh nghiệm chiến đấu tốt hơn quân Ả Rập.
Trong những giờ đầu, nhờ ưu thế từ sự bất ngờ, ưu thế của quân Ả Rập rất lớn. Tại phòng tuyến phía nam, trong 24 giờ đầu, 8.500 lính Do Thái phải đương đầu với khoảng 100.000 quân Ai Cập. Nơi hướng bắc, 5.000 binh sĩ Do Thái phải chống lại 45.000 quân Syria. Không như trận chiến Sáu Ngày, quân đội hai nước Ả Rập được trang bị vũ khí tối tân, đặc biệt vũ khí cá nhân, đeo trên lưng hỏa tiễn chống chiến xa AT-3 có thể bắn cháy xe tăng ở cự ly 2.500 mét. Về không quân, 440 máy bay của không lực Do Thái phải đối đầu với 400 chiến đấu cơ của Ai Cập, 350 của Syria.

## Chiến dịch quân sự

### Mặt trận Sinai

#### Quân Ai Cập vượt kênh đào Suez

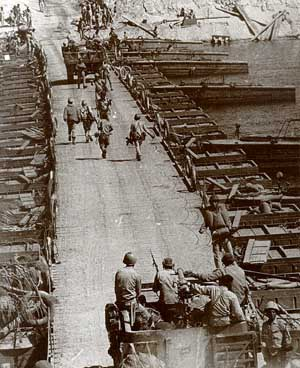
Quân đội Ai Cập tấn công vượt kênh đào Suez

Thoạt đầu quân Ai Cập không tiến xa hơn khỏi một dải đất hẹp dọc theo kênh đào, vì sợ không được lưới lửa phòng không SAM, nằm ở phía bờ bên kia, bảo vệ. Trong cuộc chiến tranh Sáu ngày, không quân Israel đánh cho quân Ả Rập tơi tả. Lần này Ai Cập và Syria phòng thủ chặt chẽ phòng tuyến của mình bằng các khẩu đội pháo phòng không do Liên Xô cung cấp. Không lực Israel không có phương cách gì chế ngự được lưới lửa phòng không này. Israel vốn sử dụng một phần lớn ngân sách quốc phòng của mình để xây dựng lực lượng không quân mạnh nhất khu vực, nhưng sẽ phải nhìn không lực của mình bị vô hiệu hóa bởi các khẩu đội tên lửa SAM của đối phương.
Ai Cập dự tính quân Israel sẽ nhanh chóng tung ra một đòn phản kích bằng xe tăng, nên trang bị cho lớp bộ binh xung kích của mình một số súng phóng lựu và tên lửa chống tăng AT-3 Sagger nhiều chưa từng thấy. Số khí tài này sẽ gây tổn thất nặng nề cho cuộc phản kích bằng xe bọc thép của Israel. Cứ ba binh lính Ai Cập thì có một người được trang bị vũ khí chống tăng. Một sử gia quân sự viết "Chưa bao giờ hỏa lực chống tăng lại được sử dụng tập trung nhiều đến thế trên chiến trường." Thêm vào đó, bờ kênh bên phía Ai Cập được đắp cao gấp đôi bờ kênh bên phía Israeli, khiến cho quân Ai Cập có ưu thế tuyệt đối để chụp hỏa lực xuống quân Israel cũng như bất kỳ xe tăng nào dám tới gần. Tầm vóc cũng như tính hiệu quả của chiến thuật triển khai vũ khí chống tăng mà quân Ai Cập sử dụng, cộng với sự bất lực từ phía không lực Israel nhằm vô hiệu hóa chúng (do vướng lưới phòng không SAM) khiến cho quân Israel bị tổn thất nặng nề trong giai đoạn đầu của cuộc chiến.
Quân Ai Cập dành rất nhiều nỗ lực nhằm tìm ra một giải pháp hữu hiệu và nhanh chóng để chọc thủng chiến tuyến của Israel. Người Israel dựng lên một lớp chiến lũy cát cao đến 18 mét. Các kỹ sư Ai Cập ban đầu tính dùng thuốc nổ để phá chướng ngại vật, cho tới khi một sĩ quan cấp thấp đề xuất sử dụng vòi phun nước áp lực lớn. Ý tưởng trên được đem ra thí nghiệm, và tỏ ra hữu hiệu, nên người ta cho nhập nhiều máy bơm cao áp từ Đông Đức. Quân Ai Cập sử dụng các máy bơm nước này để hút nước từ kênh đào Suez và thổi băng đi lớp chướng ngại vật bằng cát.

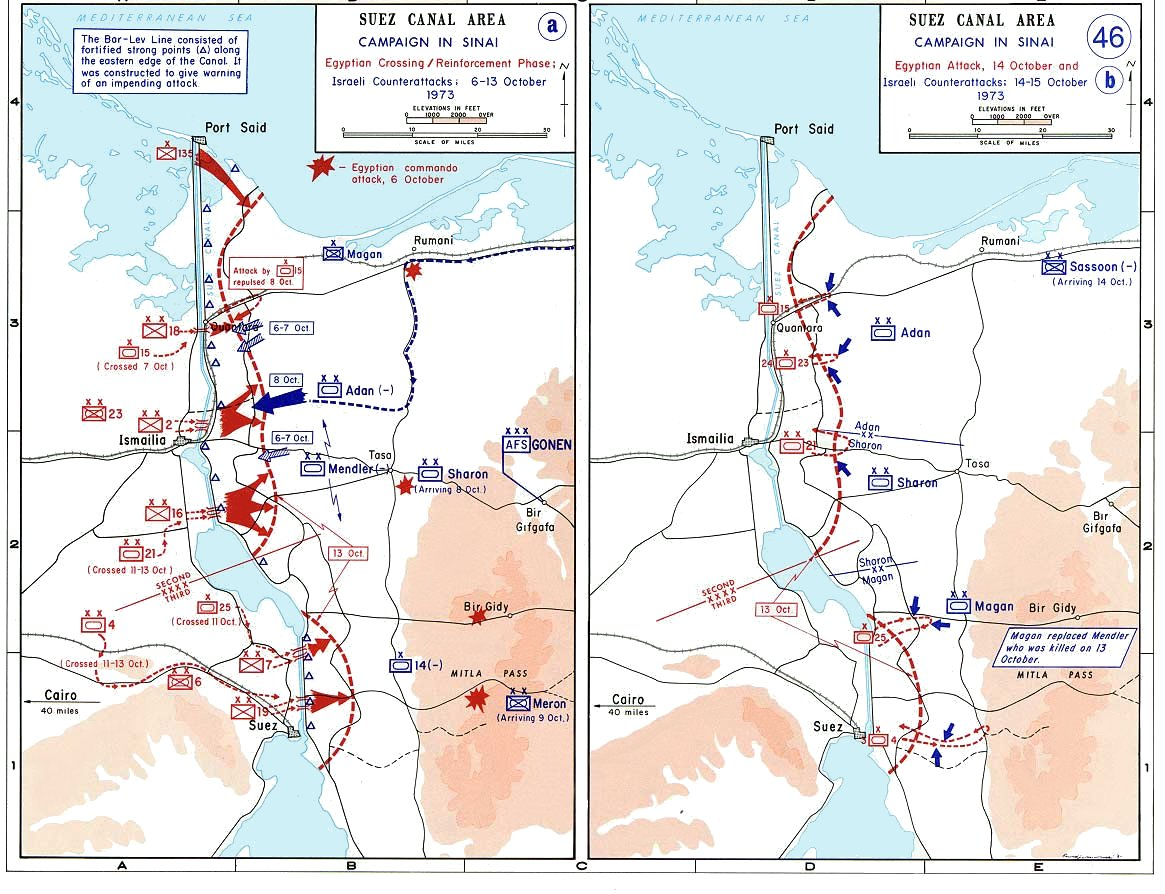
Mặt trận Sinai, 6–15 tháng 10 năm 1973.

Tới 2:05 chiều, không quân Ai Cập mở cuộc không kích lớn với chừng 200-250 máy bay, bay rất thấp, đánh vào 3 sân bay, 10 vị trí tên lửa phòng không Hawk, các sở chỉ huy chính, trung tâm gây nhiễu điện tử, trạm radar, hai căn cứ pháo tầm xa và một cứ điểm mạnh ở phía đông Port Fuad của Israel. Bộ chỉ huy Ai Cập tính là không quân của họ đã hoàn thành đánh phá 95% mục tiêu, mà chỉ mất có 5 máy bay. Cùng lúc với cuộc không kích, quân Ai Cập tiến hành pháo kích dữ dội với hơn 2.000 khẩu pháo trong 53 phút, bắn vào tuyến phòng thủ Bar Lev và các lô cốt, hầm chỉ huy, khu vực tập trung xe tăng. Trong thời gian đó, trung bình Ai Cập đã nã 175 quả đạn pháo/1 giây vào dãy phòng ngự của Israel.
Được pháo binh bắn yểm trợ, 8.000 quân Ai Cập vượt kênh đợt đầu bằng 1000 xuồng cao su, đánh chiếm hoặc phá hủy gần hết các đồn trên tuyến Bar-Lev (chỉ còn duy nhất một đồn tiếp tục chống cự). Các đội xuồng cao su chèo bằng tay chở binh sĩ băng qua kênh, khẩu hiệu "Allahu akbar" (Thánh Allah vĩ đại) được lính Ai Cập hô vang. Cập bờ bên kia, các tổ diệt xe tăng bắt đầu đặt mìn, tổ chức phục kích xe tăng của Israel, ngăn chặn xe tăng của Israel chống lại cuộc đổ bộ. Tới 2:30 chiều quân Ai Cập đã cắm cờ trên bờ đông của kênh Suez, và đến 2:46 quân Ai Cập đã chiếm được đồn đầu tiên. Quân đoàn cơ giới bắt đầu lập 10 cầu phao, được pháo binh và bộ binh yểm trợ. Quân đặc nhiệm Sa'iqa (nghĩa là "chớp nhoáng") được trực trăng đổ vào sâu tới 40 km trong Sinai để đánh phá và ngăn cản quân dự bị Israel can thiệp.
Một lữ đoàn chiến xa lội nước gồm một ngàn quân, 20 xe tăng PT-76 và 80 APC vượt Đại hồ Bitter ngày 6 tháng 10. Mục tiêu của họ là cắt đứt hệ thống liên lạc và chỉ huy dọc theo các con đèo Mitla và Gedy. Lữ đoàn này tấn công các vị trí radar và trạm vô tuyến của Israel tại các con đèo đó, và tấn công sân bay Bir-el-Thamada trong ngày 7-8 tháng 10, trước khi rút lui về phòng tuyến Ai Cập ở bờ kia kênh Suez.

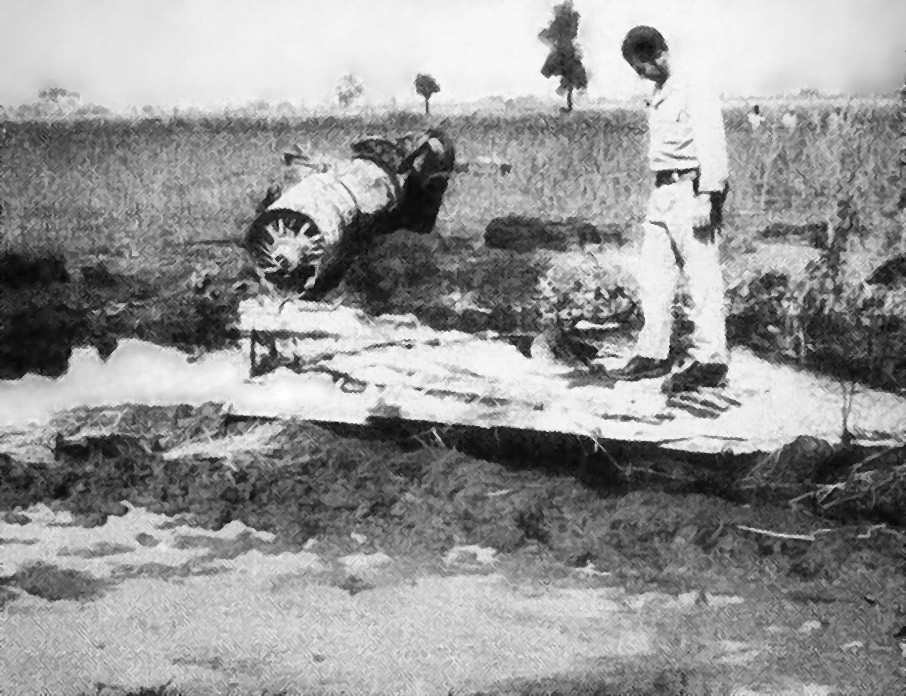
Máy bay Mirage của Isael bị bắn rơi gần Ismailia

Bị hỏa lực phi pháo Ai Cập đánh phủ đầu, Công binh Ai Cập lập nhiều cầu nổi bắc qua kênh đào Suez cho bộ binh, chiến xa băng qua nhanh chóng như nước vỡ bờ. Những cứ điểm dọc theo phòng tuyến bị bao vây, chiến đấu trong tuyệt vọng. Quân đội Do Thái thiết lập mười sáu cứ điểm cách nhau năm dặm, dọc theo bờ kênh đào Suez, tất cả đều bị cô lập, bao vây tấn công. Trong mỗi cứ điểm trên phòng tuyến, có khoảng 20, 30 binh sĩ nằm chịu trận trước những đợt pháo kích dồn dập của Pháo binh Ai Cập. Sau trận nã pháo kinh hoàng, bộ binh và chiến xa Ai Cập tấn công, tất cả các cứ điểm đều bị tràn ngập. Cứ điểm Quay trên phòng tuyến Bar Lev có 42 binh sĩ, khi bị quân Ai Cập tràn ngập thì 5 người đã chết và 37 người bị thương, thiệt hai quân số 100%. Chỉ ngoại trừ một cứ điểm có mật hiệu là Budapest nhờ địa thế chiến lược đặc biệt và tiếp tục nằm dưới quyền kiểm soát của Israel cho tới hết cuộc chiến.
Không quân Israel tìm cách ngăn chặn quân Ai Cập lập cầu phao, nhưng bị tên lửa SAM của Ai Cập bắn rát; 13 máy bay của Israel bị bắn cháy từ khi cuộc đổ bộ bắt đầu cho tới 5 giờ chiều. Các cuộc không kích trên nhìn chung là không có hiệu quả, vì các cầu phao bị hư hại được nhanh chóng sửa chữa và đưa vào hoạt động trở lại. Lữ đoàn quân Israel phòng ngự phòng tuyến Bar-Lev bị tiêu diệt. Chỉ trong chưa đầy sáu giờ, quân Ai Cập đã hạ 15 đồn, tiến sâu đến vài km. Cũng trong thời gian này, quân Ai Cập đã đưa năm sư đoàn bộ binh và 850 xe tăng vượt kênh. Lực lượng công binh triển khai vòi rồng, máy ủi và thuốc nổ đã khoét được 60 lối vào xuyên qua các thành lũy bằng cát.
Đến 5 giờ chiều ngày 6/10, khoảng 32.000 lính bộ binh Ai Cập đã đổ bộ và trong vòng 24 tiếng đồng hồ, hơn 1.000 xe tăng, 13.500 phương tiện và 100.000 binh sĩ đã vượt qua kênh đào an toàn. Quân Ai Cập hoàn thành cuộc vượt kênh với rất ít tổn thất: 280 binh sĩ, 15 máy bay và 20 xe tăng (khi lập kế hoạch, Bộ tư lệnh Ai Cập dự tính là họ sẽ mất đến 25.000 lính để vượt kênh). Nhìn chung, có thế đánh giá chiến dịch vượt kênh đào Suez của Quân đội Ai Cập là một chiến dịch thành công nhất của quân đội nước này trong toàn bộ chiến tranh.
Trong khi đó, tổn thất của Israel lớn hơn nhiều: tới ngày 7 tháng 10, tướng Mandler thông báo sư đoàn bọc thép của mình từ 291 xe tăng chỉ còn 100 xe, lữ đoàn bọc thép Shomron ở phía nam từ 100 xe tăng chỉ còn 23 xe tăng. Tổng cộng, có 300 xe tăng của Israel bị phá hủy trong cuộc tấn công của Ai Cập vào chiến lũy Bar-Lev, lữ đoàn bộ binh bảo vệ chiến tuyến bị tiêu diệt. Phòng tuyến Bar-Lev mà Israel bỏ công xây dựng suốt 5 năm đã bị chọc thủng chỉ trong 1 ngày. Tới 16:00 Elazar được biết tổn thất của IAF trong vòng 27 giờ đầu lên tới 30 máy bay.

#### Quân Israel phản công lần 1

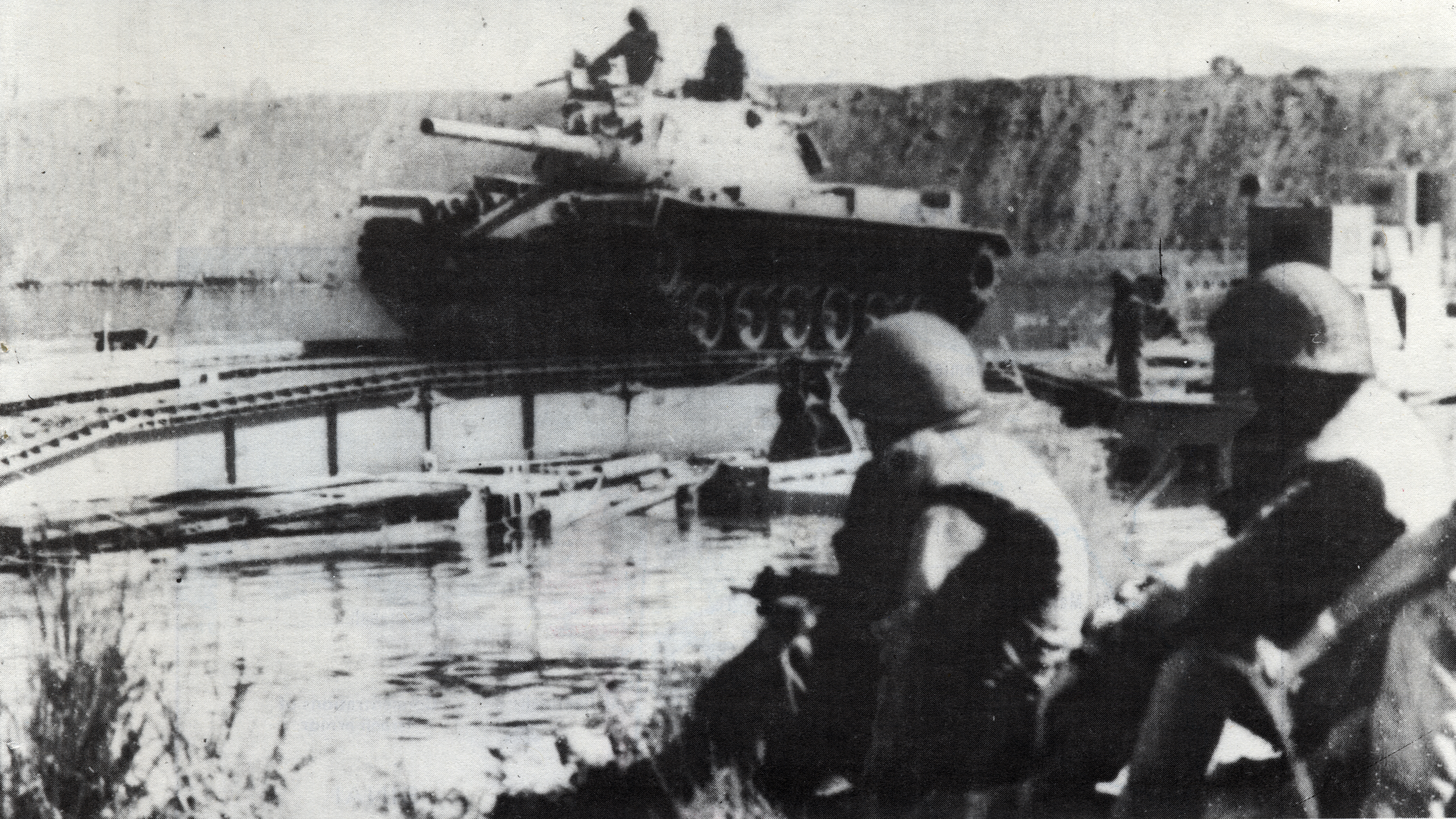
Xe tăng Israel phản kích

Trong một chiến dịch đã được tập luyện thành thục, quân Ai Cập tiến sau chừng 4–5 km vào sa mạc Sinai với lực lượng tổng hợp của hai quân đoàn, bao gồm cả sư đoàn bộ binh số hai từ quân đoàn số hai phía bắc. Quân Ai Cập tiếp đó củng cố các vị trí của họ. Tới 7 tháng 10, các đầu cầu này được mở rộng thêm 4 km, cùng lúc quân Ai Cập đẩy lùi các cuộc phản công của Israel. Trong các đêm 7 và 8 tháng 10, sư đoàn bộ binh 18 Ai Cập đánh chiếm thành phố Qantara. Chỉ trong một ngày, Israrl mất không ít hơn 200 xe tăng, còn phía Ai Cập chỉ mất 67 xe tăng.
Ngày 8 tháng 10, tướng Shmuel Gonen, chỉ huy mặt trận Nam Israel—người chỉ mới nhậm chức ba tháng trước khi tướng Ariel Sharon về hưu—hạ lệnh phản công với ba lữ đoàn từ sư đoàn bọc thép 162 của tướng Abraham Adan. Tuy nhiên, một lữ đoàn bị kẹt vì giao thông quá tải, hai lữ đoàn khác mới chỉ tập hợp được nửa quân số.. Họ tấn công quân Ai Cập cố thủ tại Hizayon, nhưng bất kỳ xe tăng nào tiến đến gần đều bị hỏa tiễn AT-3 Sagger phá hủy, quân Israel thất bại nặng. Tới tối, quân Ai Cập phản công, nhưng bị Sư đoàn xe bọc thép 163 của tướng Ariel Sharon chặn lại— tướng Sharon được điều lại làm chỉ huy sư đoàn khi chiến tranh bùng nổ. Giao tranh lắng xuống vì không bên nào muốn mở cuộc tiến công vào chiến tuyến của bên kia nữa. Trong các đợt phản công bất thành, Israel đã mất thêm 100 xe tăng.
Tổng cộng tổn thất của phía Israel trong các trận giao tranh với Ai Cập tới lúc này đã lên đến 49 máy bay và khoảng 500 xe tăng bị mất.
Trong ngày 9 tháng 10, trên toàn mặt trận, quân Ai Cập tiếp tục tiến công thăm dò nhằm củng cố và mở rộng đầu cầu. Sư đoàn số hai bộ binh Ai Cập hoàn thành tiêu diệt lữ đoàn xe tăng 190 của Israel, phá hủy 80 xe tăng và bắt sống chỉ huy đơn vị này, trong khi đó, ngày 10 tháng 10, lữ đoàn bộ binh số một thuộc quân đoàn ba đánh chiếm các vị trí bố phòng tại Ain Mousa với hai khẩu đội đại pháo 155mm, khoảng 14 km về phía tây nam Suez. Không quân Israeli (IAF) tăng cường tấn công trong những ngày tiếp đó vào các vị trí của quân Ai Cập bố trí dọc bờ kênh Suez.

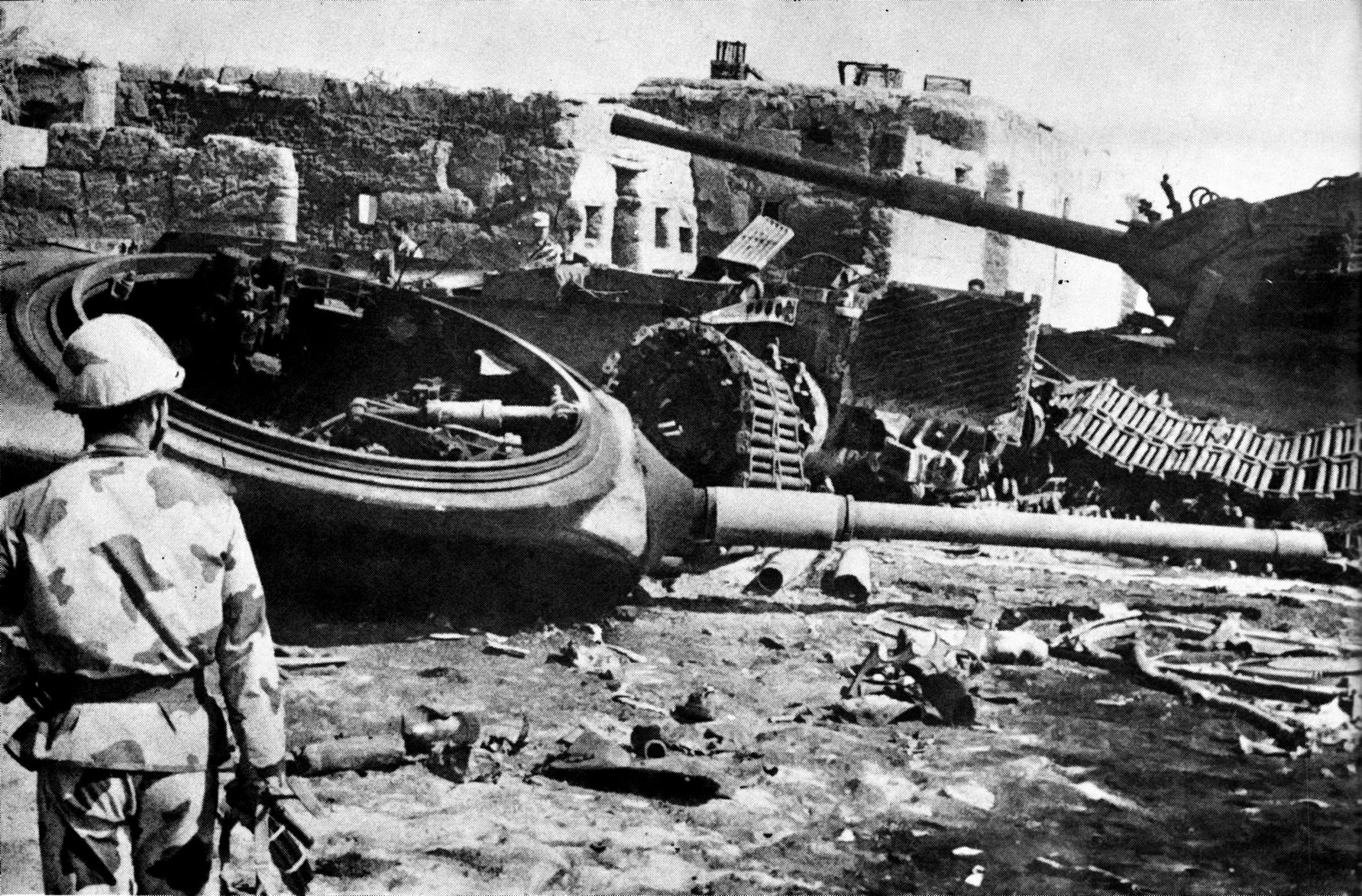
Xe tăng Israel bị tiêu diệt trong trận Ismailia

Quân Israel phản kích, và cũng giống như các cuộc tấn công mà họ tiến hành trong ngày 8 tháng 10, với tổn thất nặng nề. Trong hai ngày đó, người Israel mất tổng cộng 260 xe tăng. Ở mặt trận do tướng Sharon chỉ huy, trong khi sư đoàn 16 bộ binh định chiếm lại mấy dải đất hẹp quan trọng, thiếu tướng Ai Cập Shafik Mirti Sedrak tử trận. Sharon, để trả đũa, hạ lệnh mở một số cuộc tấn công, vi phạm lệnh chuyển sang phòng ngự của tướng Elazar. Quân đoàn hai đưa một tiểu đoàn xe tăng sang hỗ trợ sư đoàn 16 để đẩy lui cuộc phản kích của Israel. Cùng lúc, hai lữ đoàn xe bọc thép mở cuộc tấn công để chiếm các vị trí tại Hamutal, Televiza và Machshir, nhưng không chiếm được vị trí nào. Tới tối, Sharon mất thêm 50 xe tăng mà không giành được thắng lợi, dù quân Israel rút được đơn vị quân đóng tại cứ điểm Purkan.
Sau khi biết được hành động bất tuân lệnh của tướng Sharon, tướng Elazar phát khùng lên, nhưng thay vì bãi chức tướng Sharon, người được coi là rất sáng tạo, ông cho thay thế tướng Gonen, người tỏ ra hết sinh khí, bằng tướng về hưu Chaim Bar-Lev. Để khỏi ảnh hưởng đến tinh thần binh sĩ, tướng Gonen thay vì bị bãi chức, lại được bổ nhiệm làm tham mưu trưởng cho tướng Bar-Lev. Tới ngày 10 tháng 10, cả hai phía tạm ngưng chiến.
Chỉ trong 3 ngày đầu, Israel đã tổn thất nặng: họ mất gần một nửa số xe tăng và 1/3 lực lượng không quân. Đêm 9/10, tổng thống Mỹ Nixon nói với Thủ tướng Israel Golda Meir rằng "tất cả tổn thất về máy bay và xe tăng của Israel sẽ được thay thế" Mỹ phê chuẩn gói viện trợ quân sự bổ sung trị giá 2,2 tỷ USD cho Israel. Không quân Mỹ đã phát động Chiến dịch Nickel Grass, sử dụng cầu hàng không để vận chuyển 20.000 tấn hàng gồm máy bay chiến đấu, xe tăng, đạn dược và khí tài khác đến Israel. Trong khi đó, 33.000 tấn vật liệu sẽ được vận chuyển bằng đường biển. Số hàng này giống như một phao cứu sinh cho Israel khi đó. Nếu không có khoản viện trợ khẩn cấp này của Mỹ thì chưa chắc quân đội Israel còn đủ lực lượng để tổ chức phản công trong giai đoạn sau của cuộc chiến.
Ngày 10/10, Quân Ai Cập tại Sinai bắt đầu giảm mạnh cường độ tấn công, và đến 11/10 thì dừng hẳn. Tổng thống Ai Cập Sadat cho rằng họ đã "hoàn thành vượt mức" kế hoạch đặt ra trước chiến tranh, quân Israel đã thiệt hại quá nặng nên ông cho rằng không cần phải tiếp tục triển khai tấn công nữa. Chính vì thế và Bộ tư lệnh Ai Cập đã không tiếp tục tấn công để kết nối các bàn đạp của các tập đoàn quân số 2 và số 3 thành một tuyến thống nhất, và sau này Ai Cập đã phải trả giá đắt vì sự chủ quan khinh địch này.

#### Quân Israel phản công lần 2

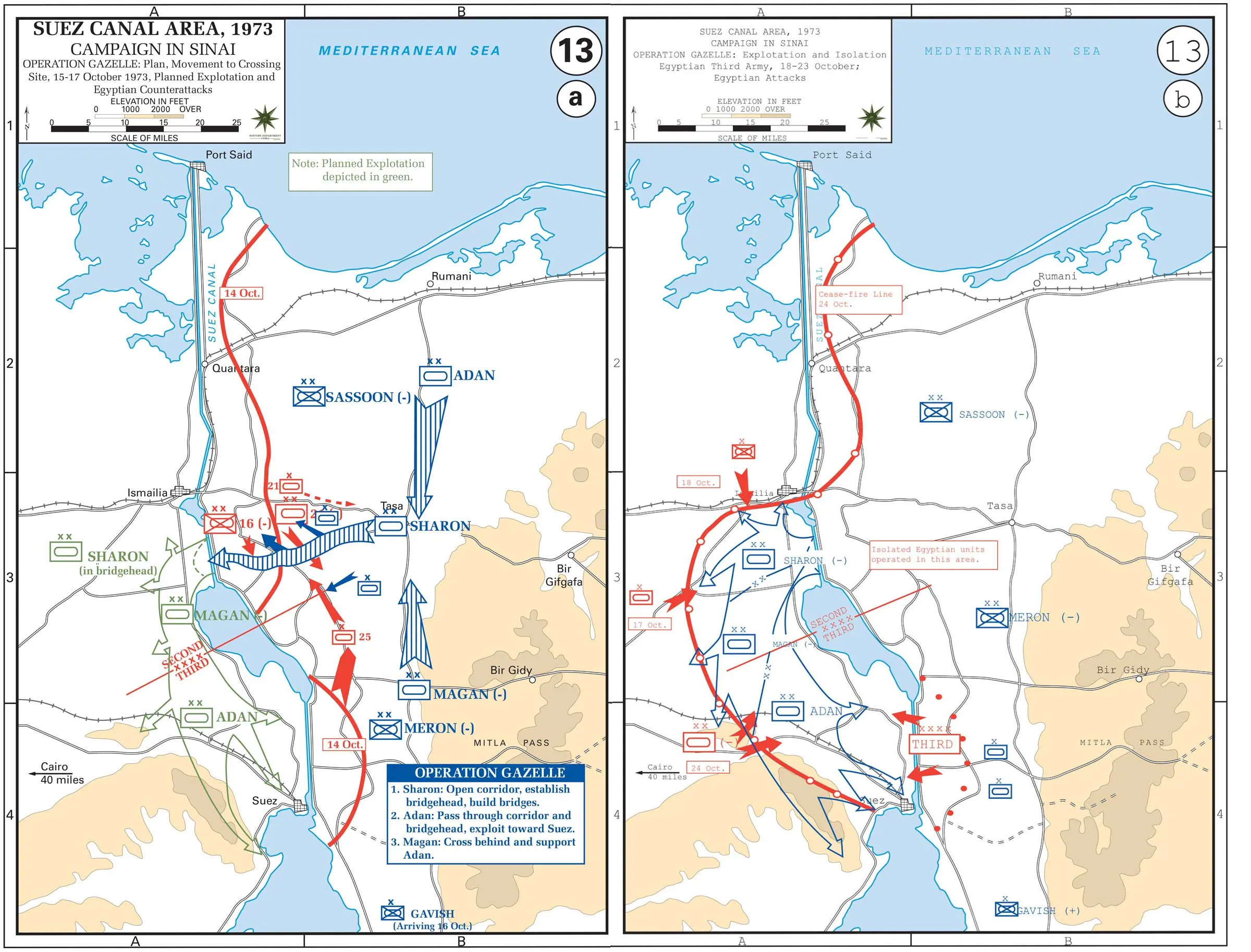
Mặt trận Sinai, 15-24 tháng 10 năm 1973

Sau vài ngày chờ đợi, quân Ai Cập nhận ra Israel tập trung nỗ lực vào mặt trận Golan đánh lại Syria. Sadat, muốn giảm áp lực lên Syria, hạ lệnh các tướng tổng chỉ huy (Saad El Shazly và Ahmad Ismail Ali) tấn công. Quân đoàn hai và ba sẽ tấn công đồng loạt về hướng đông, chỉ để lại năm sư đoàn bộ binh để bảo vệ đầu cầu. Lực lượng tấn công, gồm 400 xe tăng sẽ không được tên lửa SAM bảo vệ, nên không quân Ai Cập (EAF) được giao nhiệm vụ bảo vệ họ khỏi các cuộc tấn công từ không lực Israel. Các đơn vị xe bọc thép và cơ giới bắt đầu cuộc tấn công ngày 14 tháng 10 với pháo binh bắn yểm trợ. "Cuộc tấn công lớn nhất kể từ khi Ai Cập mở màn cuộc chiến Yom Kippur, hoàn toàn thất bại, định mệnh lần đầu tiên quay lưng lại với Ai Cập kể từ khi chiến tranh nổ ra. Thay vì tập trung lực lượng để tấn công, trừ cuộc tấn công vào lòng suối cạn, còn lại họ ném lực lượng vào các cuộc đối đầu với các lữ đoàn Israel đợi sẵn. Quân Ai Cập mất chừng 150 cho tới 250 xe tăng trong ngày hôm đó." Nguồn khác ước tính Ai Cập bị mất 200 - 264 xe tăng cùng khoảng 1.000 binh sỹ thương vong. Israel tổn thất nhẹ hơn, vào khoảng 50 - 150 xe tăng, 60 xe thiết giáp, một vài máy bay bị bắn rơi cùng 636 binh sỹ thương vong trong trận này
Lý do thất bại của Ai Cập trong trận này là do sự chủ quan, nôn nóng của họ: 
- Quân Ai Cập ngừng tấn công 4 ngày giúp cho Israel có thời gian quý báu chuẩn bị sẵn trận địa phòng ngự. Kết quả là xe tăng Ai Cập khi tấn công đã lao vào trận địa mà đối phương chờ sẵn, bị bất lợi rất lớn. Israel cũng chiếm ưu thế nhờ trình độ và kỹ năng của các kíp xe đã thông thạo địa hình.
- Do bố trí lực lượng đúng hướng nên quân Israel có ưu thế về số lượng (900 xe tăng so với 400 xe tăng của Ai Cập)
- Vì nôn nóng, xe tăng Ai Cập không đợi các lực lượng hỗ trợ đi cùng mà tự tiến lên một mình. Họ đã chiến đấu ngoài khu vực được phòng không bảo vệ, cũng như không có sự yểm trợ trực tiếp của bộ binh sử dụng AT-3 Sagger và RPG-7. Vì không có phòng không, các trực thăng AH-1 Cobra của Israel đã dùng tên lửa và rốc-két hạ gục hàng loạt xe tăng Ai Cập, 1/3 tổn thất của tăng Ai Cập là do AH-1.

Ngày tiếp theo, 15 tháng 10, quân Israel mở Chiến dịch Abiray-Lev ("Quả cảm" hay "Dũng sĩ")—để phản công lại Ai Cập và vượt kênh Suez. Cuộc tấn công là một bước chuyển lớn về mặt chiến thuật của Israel, vốn vẫn dựa vào hỏa lực hỗ trợ của máy bay và xe tăng—nhưng bị quân Ai Cập vốn có sự chuẩn bị kỹ càng tiêu diệt. Thay vào đó, Israel sử dụng bộ binh để thâm nhập các vị trí tên lửa SAM và các khẩu đội pháo phòng không, không có khả năng kháng cự hiệu quả chống lại lính bộ binh.
Quân đội Israel bắt đầu tấn công trưa ngày 15/10. Đến chiều hôm đó, 2 lữ đoàn Israel đã có mặt đúng ở khu vực nằm giữa vị trí đóng quân của các sư đoàn số 16 và số 21 Ai Cập và một trận chiến hỗn loạn trong đêm bắt đầu. Israel mất 70 đến 80 xe tăng, Ai Cập mất khoảng 150 xe tăng. Cả hai lữ đoàn Israel không thể tiếp tục tiến quân nhưng họ đã hoàn thành nhiệm vụ nghi binh
Tướng Ariel Sharon dẫn một sư đoàn đánh vào quân Ai Cập ở phía bắc hồ Bitter, cạnh Ismailiya. Quân Israel đánh vào điểm yếu trong chiến tuyến Ai Cập, là điểm nối giữa Quân đoàn hai ở phía bắc và Quân đoàn ba ở phía nam. Một trong những trận ác chiến dữ dội nhất trong toàn cuộc chiến xảy ra quanh Nông trại Trung Quốc (một công trình thủy lợi ở phía đông kênh đào, và phía bắc đầu cầu vượt kênh), khi quân Israel tấn công nhằm chọc thủng chiến tuyến Ai Cập và tiến đến kênh Suez. Một toán quân vượt kênh và thiết lập một đầu cầu ở bờ bên kia sông. Để vượt kênh đào, Israel đã sử dụng xe chiến lợi phẩm thu được (7 xe tăng PT-76, 8 xe BTR-50). Phía Ai Cập cho rằng đấy chỉ là các hoạt động đột kích nhỏ lẻ nên không lo tiêu diệt nhóm quân này.
Chỉ trong hơn 24 giờ, binh lính Israel, dùng bè nhỏ bằng cao su vượt sông. Họ sử dụng hỏa tiễn chống tăng M72 LAW của Mỹ để khắc chế mối đe dọa xe tăng Ai Cập. Một khi hỏa lực phòng không và hệ thống chống tăng của Ai Cập bị vô hiệu hóa, bộ binh Israel quay lại sử dụng hỏa lực xe tăng và máy bay để áp đảo quân địch.

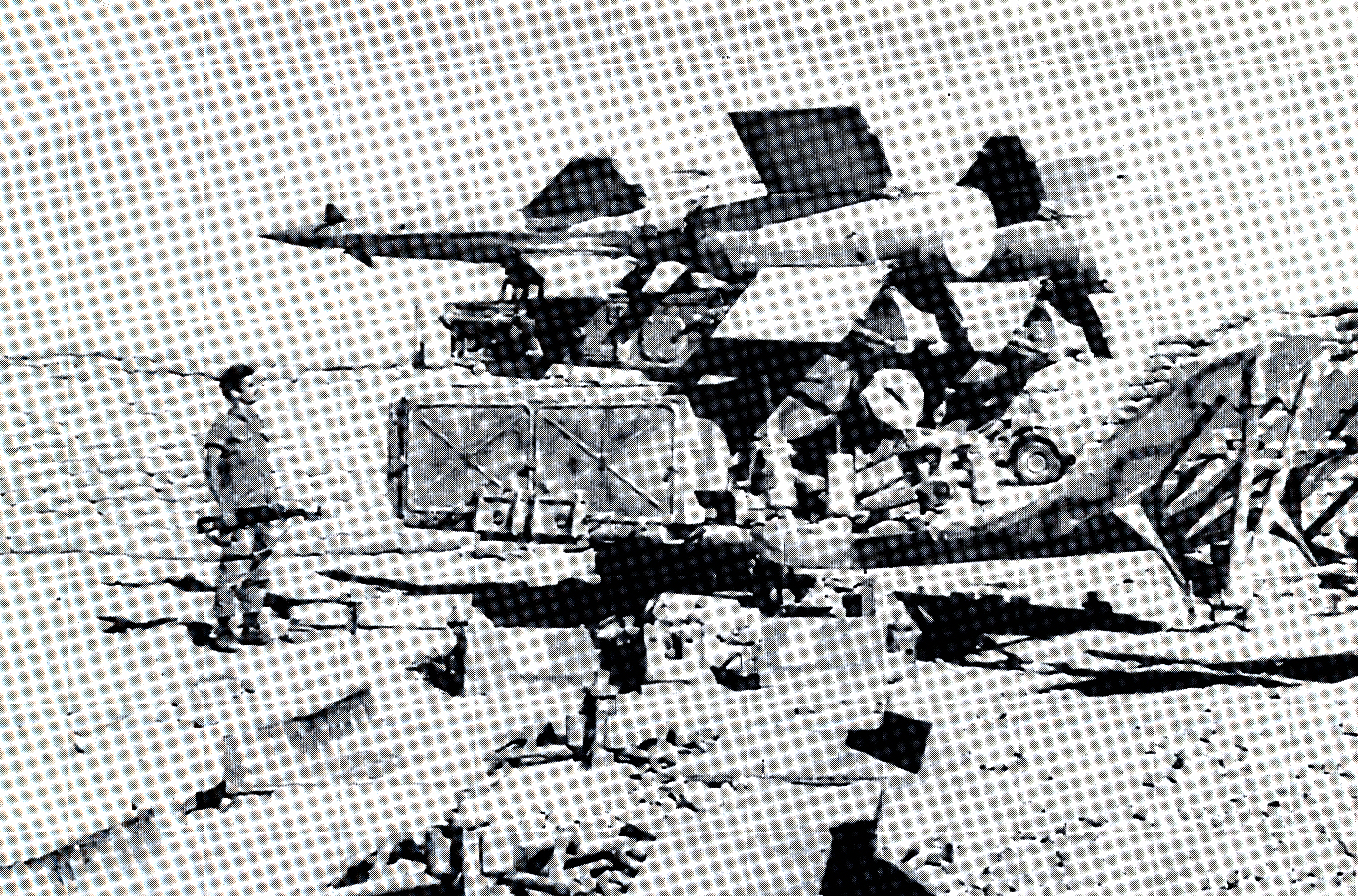
Dàn tên lửa phòng không SAM-3 của Quân đội Ai Cập bị quân Israel thu giữ

Trước khi chiến tranh nổ ra, các quốc gia phương Tây không bán phương tiện làm cầu phao cho Israel, vì sợ họ sẽ dùng nó để vượt kênh. Tuy vậy, người Israel mua và tân trang các linh kiện cầu phao cổ lỗ từ một bãi phế liệu thời Chiến tranh thế giới thứ hai tại Pháp. Họ cũng sáng tạo một cây "cầu đẩy" rất tinh vi, nhưng do tiếp tế bị chậm bởi đường sá tắc nghẽn, nó đến bờ kênh chậm mất mấy ngày. Đến lúc này, Bộ Tư lệnh Ai Cập mới nhận ra đây không phải là một đợt đột kích nhỏ, họ vội điều lực lượng tới nhằm tiêu diệt quân Israel.
Trên bờ đông kênh đào, các sư đoàn bộ binh 16 và sư đoàn xe tăng 21 của Ai Cập đánh nhau ác liệt với 2 sư đoàn xe tăng số 143 và 162 của Israel trong trận đánh quanh Nông trại Trung Quốc. Trong 3 ngày, quân Ai Cập đã chặn được bước tiến của Israel sau những tuyến phòng thủ được chuẩn bị kỹ lưỡng. Xe tăng Ai Cập được chôn sâu trong cát chỉ ló ra tháp pháo, phối hợp cùng bộ binh trang bị tên lửa chống tăng AT-3 Sagger đã phá hủy hàng chục xe tăng Israel chỉ trong vài giờ giao chiến đầu tiên. Chỉ trong đêm ngày 16, sư đoàn xe tăng 143 của Israel đã tổn thất 70 xe tăng trong số 250 xe tăng tham chiến, có 1 tổ bộ binh Ai Cập đã dùng tên lửa AT-3 bắn hạ 9 xe tăng Israel Nhưng ngược lại, phía Israel cũng đánh bại các nỗ lực tấn công của xe tăng Ai Cập. Lữ đoàn tăng số 25 của Tập đoàn quân số 3 Ai Cập được điều lên hướng bắc, nhưng vào ngày 17/10, họ bị rơi vào ổ phục kích 2 lữ đoàn xe tăng Israel. Bị phục kích bất ngờ, xe tăng Ai Cập không quan sát được đối phương và chỉ bắn hú họa. Lữ đoàn thiết giáp 25 đã mất tất cả lực lượng xe bọc thép chở quân và 86 trong số 96 xe tăng T-62 mà chỉ phá hủy được 4 xe tăng của Israel.
Sau 3 ngày chiến đấu quanh Nông trại Trung Quốc, cả hai bên đều bị tổn thất nặng. Phía Ai Cập tổn thất trên 200 xe tăng và vài chục xe thiết giáp bị phá hủy hoặc bị hư hỏng nặng, trong đó Sư đoàn 21 xe tăng của Ai Cập tổn thất 96 xe tăng trong số 136 xe tăng tham chiến. Trong khi đó, Israel cũng bị tổn thất ít nhất 166 xe tăng và vài chục xe thiết giáp bị phá hủy hoặc bị hư hỏng nặng, trong đó tổn thất nặng nhất là Lữ đoàn 14 thuộc sư đoàn xe tăng 143 (ban đầu lữ đoàn có 97 xe tăng, chỉ còn 41 xe sau 12 giờ chiến đấu đầu tiên, chỉ còn 27 xe vào sau buổi trưa và chỉ còn 14 xe tăng vào cuối ngày 16/10). Khoảng 450 lính Israel tử trận và 1.200 lính bị thương. Cuối cùng, quân Ai Cập rút lui và Israel đã thành công trong việc lập đầu cầu vượt kênh.
Tới 18 tháng 10, Israel đã thiết lập được bốn cây cầu ở phía bắc Đại hồ Bitter dưới làn hỏa lực dữ dội của Ai Cập. Đến sáng ngày 18/10, trên bờ tây kênh đào đã có 3 sư đoàn Israel với hơn 200 xe tăng. Ngày 17 - 18/10, các quan chức Liên Xô đã cho Tổng thống Sadat và Bộ trưởng Chiến tranh, Tướng Ahmad Ismail Ali, thấy những bức ảnh vệ tinh về đầu cầu đang mở rộng mà Sharon đã thiết lập trên bờ tây kênh đào Suez. Tướng Shazly khuyến nghị rút 4 đơn vị thiết giáp khỏi Sinai để đối phó với mối đe dọa này. Nhưng Sadat, đang tính toán nhu cầu chính trị phải giữ vững các chiến công của Ai Cập, đã quyết định không điều quân về.
Ngày 19/10, Quân Israel triển khai chiến dịch quan trọng nhất về phía nam. Sư đoàn 162 của tướng Adan vượt kênh rồi tiến về phía nam. Cùng thời gian, cánh quân này tung các toán quân đột kích phá hủy các khẩu đội tên lửa SAM ở bờ đông kênh Suez. Đến ngày 19/10, quân Israel đã tiêu diệt 15 hệ thống tên lửa phòng không Ai Cập. Mọi nỗ lực phản công của Quân Ai Cập đều thất bại. Tới cuối cuộc chiến, quân Israel đã chiếm được một dải đất ở trong biên giới Ai Cập, và chỉ cách thủ đô Cairo của Ai Cập có 101 km. Tuy nhiên, lực lượng của Israel ở bờ tây kênh Suez chỉ có 3 sư đoàn và hơn 200 xe tăng, Israel cũng không còn nhiều quân dự bị để tăng viện nên khó có thể tấn công tới Cairo, bởi Ai Cập vẫn còn số quân dự trữ rất lớn để tổ chức phòng ngự (hơn 300.000 quân và 1.000 xe tăng). Ưu thế quân số vẫn là 5 chọi 1 nghiêng về Ai Cập, chưa kể quân Israel phải vận chuyển đồ tiếp vận qua những cây cầu phao nhỏ, nếu tiến quân xa hơn thì họ sẽ bị thiếu lương thực, đạn dược và nhiên liệu.
Mục tiêu khả thi hơn với Israel là lấn thêm đất ở bờ Tây và cắt đứt đường tiếp vận cho quân đoàn số 3 Ai Cập đang đóng ở phía đông kênh đào (nếu không có tiếp vận, quân Ai Cập sẽ không có nước uống và sẽ phải đầu hàng). Nhưng ngay cả mục tiêu này cũng chưa chắc đã thành công, vì quân đoàn số 2 và số 3 của Ai Cập vẫn đang cố tấn công từ 2 phía để kết nối thành một tuyến thống nhất, nếu họ thành công thì không những quân đoàn 3 được giải cứu, mà chính quân Israel sẽ bị bao vây ngược. Ngoài ra, ở mặt trận cao nguyên Golan, Syria đang chuẩn bị một cuộc phản công lớn với 7 sư đoàn dự kiến vào ngày 23/10, chắc chắn sẽ buộc Israel phải rút bớt quân từ mặt trận Ai Cập về nước để tăng viện.
Nhìn chung, tuy Israel phản công thắng lợi nhưng chiến sự ở mặt trận Ai Cập vẫn rất khó lường trước, nếu chiến tranh kéo dài thêm thì chưa biết thắng bại ra sao. Liên quân Ả Rập vẫn có ưu thế lớn về quân số, nếu đánh tiếp thì có thể họ sẽ thắng hoặc chí ít cũng buộc Israel phải chấp nhận những điều kiện đàm phán do họ đưa ra. Nhưng đến lúc này, lãnh đạo phía Ai Cập đã tỏ ra thoái chí và chấp nhận đề xuất ngừng bắn do Mỹ đề nghị.
Ngày 24/10, chiến sự chấm dứt trên cả hai mặt trận. Chiến tranh kết thúc.

### Mặt trận Golan
Trên Cao nguyên Golan, quân Syria tấn công hệ thống phòng thủ của Israel gồm hai lữ đoàn và 11 khẩu đội pháo, sử dụng năm sư đoàn và 188 khẩu đội pháo. Lúc trận chiến mở màn, 180 xe tăng và 60 pháo của Israel phải đọ lại với 1.300 xe tăng Syria. Tất cả các xe tăng Israel tại Cao nguyên Golan đều được tung vào trận. Biệt kích Syria đổ bộ bằng trực thăng đánh chiếm cứ điểm quan trọng Jabal al Shaikh (núi Hermon), là nơi bố trí nhiều thiết bị quan sát của Israel.

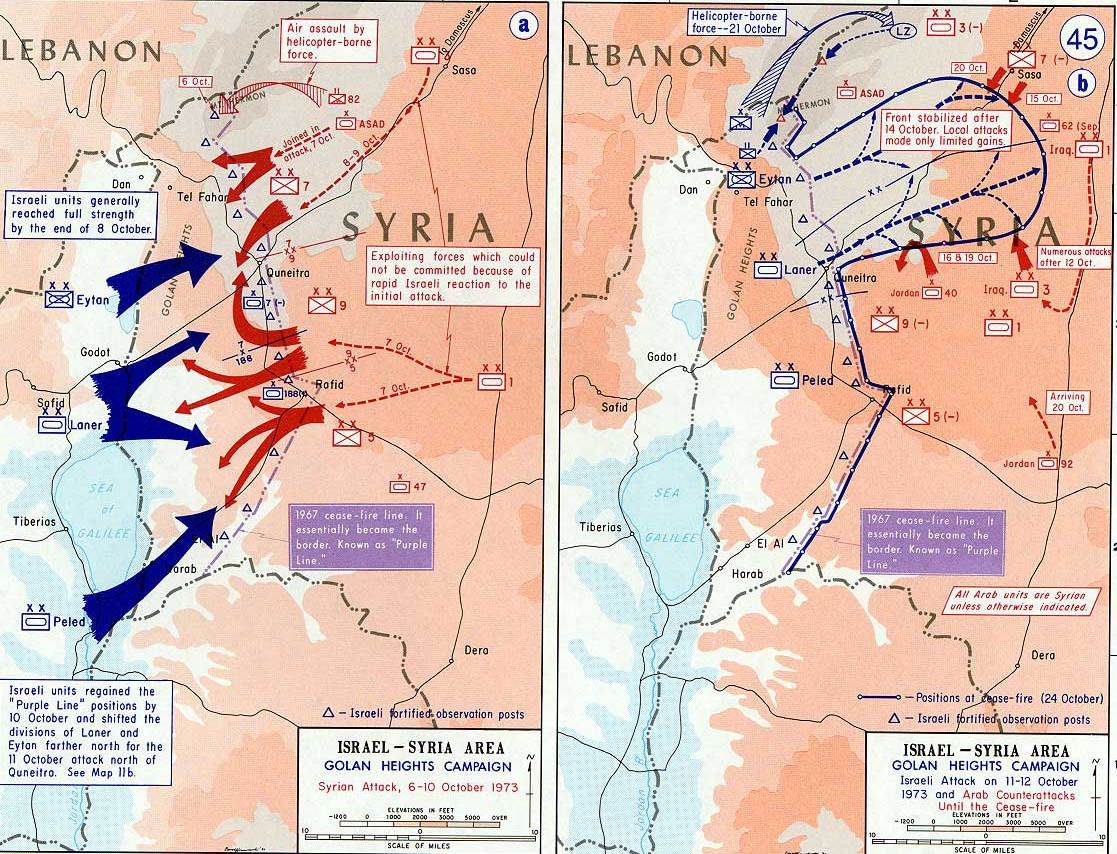
Golan Heights campaign

Cuộc chiến tại Cao nguyên Golan có tầm quan trọng hàng đầu với Bộ Tổng chỉ huy Israel. Do chiến trận tại Sinai còn cách khá xa, các trung tâm dân cư của Israel chưa bị trực tiếp đe dọa, nhưng nếu cao nguyên Golan thất thủ, quân Syria có thể dễ dàng thừa thắng đánh tới Tiberias, Safed, Haifa, Netanya, và Tel Aviv. Quân dự bị Israel được khẩn trương tập trung tại Cao nguyên Golan. Họ được nhận xe tăng rồi tung ra mặt trận ngay tức khắc, không chờ cho tới khi tổ lái mà họ được cùng huấn luyện đến đủ, cũng không chờ cho tới khi súng máy được lắp trên tháp pháo, cũng chẳng cần chờ phải chỉnh nòng pháo (vì mất nhiều thời gian).
Cũng tương tự như quân Ai Cập tại Sinai, quân Syria cẩn thận hoạt động dưới tầm yểm trợ của tên lửa SAM, và sử dụng tên lửa chống tăng do Liên Xô sản xuất (nhưng không hiệu quả bằng, vì địa hình tại đây không bằng phẳng, như tại vùng sa mạc Sinai).
Quân Syria dự tính người Israel phải mất tối thiểu 24 giờ mới đưa quân dự bị ra tới mặt trận được, nhưng trong thực tế, quân dự bị Israel xung trận chỉ 15 giờ sau khi chiến tranh bùng nổ.
Sau ngày đầu giao chiến, quân Syria (với lực lượng đông gấp năm lần quân Israel tại Golan, có những nơi xe tăng Syria đông gấp 11 lần) giành được một số thắng lợi khiêm tốn. Quân Israel kháng cự mãnh liệt, bộ binh và xe tăng Israel kiệt lực chiến đấu để đẩy lùi quân Syria. Họ sử dụng pháo tự hành rất hiệu quả, vì pháo thủ Israel đã thao diễn rất nhiều lần đến thuần thục trên cao nguyên Golan. Tên lửa SAM của Syria bắn rơi 40 máy bay Israel, nhưng phi công Israel nhanh chóng sử dụng chiến thuật mới- bay thấp trên lãnh thổ Jordan- rồi bổ nhào xuống cao nguyên Golan, bất thần đánh vào sườn quân Syria và tránh các dàn tên lửa phòng không. Phi công Israel ném bom thường và bom napalm, phá hủy các xe quân sự Syria.
Tuy vậy, chỉ trong vòng sáu giờ, tuyến đầu phòng thủ của Israel bị quân Syria đông hơn đánh tan vỡ. Quân Syria tiếp tục đánh bật lính Israel ra khỏi các trận địa phòng ngự. Israel điều 4 lữ đoàn tăng cường vào tham chiến (các lữ đoàn số 14, số 17, số 19 và 79), nhưng vẫn không thể chặn được các đợt tấn công của quân Syria. Lữ đoàn số 188 bị thương vong gần hết, chỉ huy lữ đoàn thiệt mạng. Các lữ đoàn khác của Israel được đưa vào tham chiến cũng bị tổn thất tương đối nặng. Tổng thiệt hại của Israel lên tới trên 200 xe tăng.

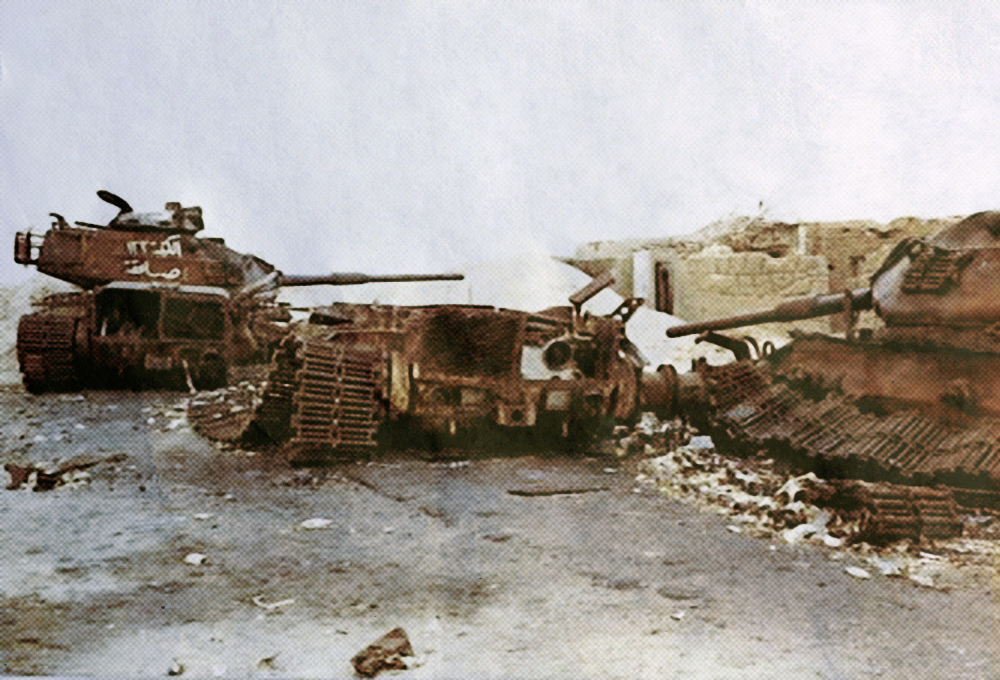
Xe tăng của Lữ đoàn Ehud Barack bị tiêu diệt tại mặt trận Cao nguyên Golan

Người Israel đã gặp may khi các lực lượng Syria không chuẩn bị kỹ lưỡng bằng phía Ai Cập. Quân Syria đã không mang theo các đơn vị kỹ thuật trang bị công cụ cầu đường để vượt hào chống tăng, kết quả là lực lượng xe tăng Syria bị dồn ứ nghiêm trọng. Trong khi Syria loay hoay tìm cách tiến quân thì pháo binh và xe tăng thuộc Lữ đoàn thiết giáp "Barak" 188 tinh nhuệ của Israel đã tấn công, bào mòn đáng kể sức mạnh của Syria.
Trong vòng bốn ngày đầu giao chiến, Lữ đoàn thiết giáp số bảy của Israel (do tướng Yanush Ben Gal chỉ huy) cầm cự trên dải đồi đá phòng ngự sườn phía bắc của đại bản doanh lữ đoàn tại Nafah. Vì một lý do nào đó, quân Syria dù đã tiến rất gần đến Nafah, nhưng họ lại ngưng tiến, tạo điều kiện cho quân Israel tập hợp lại thành một tuyến phòng ngự. Lý do có thể là quân Syria tính trước tốc độ tiến công, và chỉ huy chiến trường của Syria không muốn đi chệch khỏi kế hoạch. Tuy nhiên ở hướng nam, Lữ đoàn Barak của Israel, mất hết các thành lũy tự nhiên, bắt đầu bị tổn thất nặng, lữ đoàn trưởng đại tá Shoham bị giết trong ngày thứ hai cuộc chiến, cũng như chỉ huy phó và sĩ quan điều hành tác chiến, khi quân Syria liều mạng tấn công về hướng Biển Galilee và Nafah. Tới lúc này, lữ đoàn không còn hoạt động như một đơn vị thống nhất, mặc dù các xe tăng và tổ lái tiếp tục độc lập chiến đấu.
Về phía mình, quân Syria cũng bị nhiều tổn thất. Tại thung lũng Nước mắt, nhờ lợi thế về vị trí, xe tăng Israel tổ chức phục kích từ trên cao, nã đạn vào đội hình xe tăng tấn công của Syria đang ở dưới thấp làm họ bị thiệt hại nặng nề. Cả trăm xe tăng-xe thiết giáp Syria bị phá hủy, trong khi Israel chỉ tổn thất khoảng dăm chục xe tăng-xe thiết giáp. Lữ đoàn trưởng Syria, tướng Omar Abrash bị giết khi xe tăng của ông bị trúng đạn. Phía Syria đến thời điểm đó đã mất tổng cộng khoảng 400-500 xe tăng (bao gồm khoảng 260 xe tăng T-54/55 và T-62). Vậy là cuộc tấn công của Syria ở phía bắc cao nguyên Golan đã bị chặn đứng.
Ở phía nam cao nguyên Golan, lực lượng Syria đã thu được thành công hơn. Vào cuối ngày đầu tiên, quân số áp đảo đã giúp họ tạo ra bước đột phá. Mặc dù tình trạng ách tắc đội hình đã cản trở bước tiến giống như ở phía bắc, song Syria vẫn có thể tiến đến Hushniya, phía đông bắc biển Galilee và thậm chí còn tìm cách chiếm Nafekh, trung tâm chỉ huy của Israel. Khi đó, tại một số khu vực, quân Israel đã bị đẩy lui đến sườn dốc của cao nguyên Goland. Nếu Quân Syria đánh bật được Quân Israel ra khỏi cao nguyên Goland thì họ đã mở thông cánh cửa tiến đến những khu vực đông dân cư nhất phía Bắc Israel cũng như có thể pháo kích lãnh thổ Israel từ khu vực đó. Nhưng vào cuối buổi chiều ngày thứ 2, 95 xe tăng T-62 của Syria đang tiến công thì chỉ huy của họ lại ra lệnh dừng lại mà không rõ lý do, vậy là thời cơ quý giá đã bị Syria bỏ lỡ. Sự chỉ huy và kiểm soát kém ở phía Syria, cộng với hỏa lực của Israel, đã làm đình trệ chiến dịch của Syria ở phía nam cao nguyên Golan.
Đúng lúc nguy cấp thì may mắn đến với Israel: quân Ai Cập tại Sinai ngừng tấn công. Israel nắm được ý đồ của người Ai Cập không tiếp tục tấn công. Ngay sau đó chiến trường chính đối với Israel được xác định là chiến trường Syria và họ chuyển phần lớn quân dự bị về hướng này.
Tình thế trên cao nguyên Golan bắt đầu xoay chuyển khi quân dự bị Israeli xuất hiện, chặn đứng quân Syria, rồi tới ngày 8 tháng 10, bắt đầu đánh lui cuộc tấn công của quân Syria. Cao nguyên Golan quá nhỏ hẹp, không có giá trị vùng đệm như bán đảo Sinai ở phía nam, nhưng có giá trị chiến lược quan trọng, vì là điểm chốt để ngăn quân Syria bắn phá các thị trấn ở phía dưới. Thiếu tướng Moshe Peled, chỉ huy Sư đoàn thiết giáp dự bị 146, tấn công quân Syria từ phía nam với khoảng 110 xe tăng và một lữ đoàn bộ binh cơ giới, trong khi Sư đoàn dự bị 240 dưới sự chỉ huy của Thiếu tướng Dan Laner tấn công ở khu vực trung tâm. Tới ngày thứ tư, ngày 10 tháng 10, các đơn vị cuối cùng của Syria thuộc bộ phận Trung tâm đã bị đẩy lùi qua tuyến tím, tức là đường biên giới trước khi chiến tranh bùng nổ
Từ ngày 11 tới ngày 14 tháng 10, quân Israel đánh sâu vào nội địa Syria, và tiến đến tuyến phòng ngự chính quanh Sassa. Israel như vậy đã chiếm được thêm 50 km vuông lãnh thổ quanh Bashan. Từ đây, họ có thể bắn trọng pháo vào ngoại vi Damascus, chỉ cách đó 40 km. Nhưng tới đây, quân Syria kháng cự mạnh mẽ từ các công sự phòng thủ được chuẩn bị từ trước. Quân Syria đã cố thủ ở phòng tuyến thứ hai trong số ba phòng tuyến được xây dựng sau năm 1967. Chiến đấu trên lãnh thổ của mình, quân Syria tỏ ra rất ngoan cường và quả cảm.
Iraq cũng đưa một lực lượng viễn chinh tới Golan, bao gồm khoảng 30.000 quân, 500 xe tăng, và 700 xe bọc thép (APC). Sư đoàn Iraq này là một bất ngờ chiến lược cho Israel, vì họ tin rằng họ có thể nhận được tin tình báo về sự chuyển quân ngày trước 24 giờ. Bất ngờ này chuyển thành bất ngờ chiến thuật, vì quân Iraq đánh vào sườn phía nam để hở của các xe tăng Israel đang tấn công. Dù quân Iraq thất bại trong trận này, song họ cũng buộc Israel phải rút lui chừng vài km để đề phòng bị bao vây.
Quân đội liên hợp của Syria, Iraq và Jordan phản công để ngăn bước tiến của Israel, nhưng không đẩy lui quân Israel khỏi Bashan được. Ngày 16/10 lữ đoàn tăng- thiết giáp số 40 được trang bị tăng Centurion của Jordany bắt đầu tham chiến. Thiệt hại của lữ đoàn này vào khoảng từ 20 đến 28 tăng. Quân đội Iraq mất 60 xe tăng.
Tuy phía Ả Rập chịu tổn thất nặng nhưng đã giúp Syria bố trí lại sư đoàn tăng thiết giáp số 3 và bắt đầu phản công. Tuy không giành được chiến thắng nhưng đã chặn được chiến dịch tấn công của Quân đội Israel.
Nhìn chung, trong giai đoạn mở màn, quân đội Syria thu được ít thành công hơn nhiều so với Ai Cập. Nhưng trong giai đoạn sau (khi Israel phản công), họ lại thể hiện khả năng chiến đấu tốt hơn nhiều so với quân Ai Cập. Quân Syria không thu được chiến thắng lớn nào nhưng cũng không để đối phương đánh bại. Điều này cũng được quân đội Israel công nhận. Đến thời điểm này, Bộ tư lệnh Israrel quyết định dừng tấn công Syria, một phần vì không đủ lực lượng, phần khác có thể dẫn đến việc Liên Xô có thể trực tiếp tham chiến để bảo vệ Syria. Mặt trận chính lúc này lại là Ai Cập.

### Giao tranh trên biển
Chiều ngày 6/10, 4 tàu tên lửa và 01 tàu tuần tiễu của Israel đã gây thiệt hại nặng cho Hải quân Syria ở căn cứ quân sự chủ yếu Latakia, đánh chìm 3 tàu tên lửa cỡ nhỏ (01 tàu dự án 205 "Komar", 2 tàu dự án 183R), 01 tàu phóng lôi (kiểu 123K) và 01 tàu phá mìn dự án 254.
Chiều ngày 10/10, các tàu tên lửa của Israel đã tiêu diệt tiếp lực lượng Hải quân Syria ở Latakia, bắn chìm thêm 2 tàu tên lửa Syria (1 tàu dự án 205, 1 tàu dự án 183R) và đốt cháy phần lớn các kho nhiên liệu.

### Giao tranh trên không
Theo số liệu của chính Israel thì Không quân nước này mất 109 máy bay: 33 F-4 Phantom, 11 Mirage, 53 A-4 Skyhawk, 6 Super Mister và 6 máy bay lên thẳng. Trong số đó, Israel chỉ công nhận 5 máy bay bị bắn hạ trong các cuộc không chiến, số còn lại là do các phương tiện phòng không mặt đất. Ngoài ra, còn 6 chiếc F-4 Phantom phải loại khỏi biên chế do hư hỏng quá nặng, tổng cộng là 115 máy bay. Còn theo số liệu của liên quân Ả Rập thì có trên 200 máy bay Israel bị phòng không mặt đất bắn rơi, cộng thêm 144 máy bay Israel bị bắn rơi trong không chiến và mấy chục máy bay khác bị phá hủy trên sân bay. Tổng cộng phía Ả rập khẳng định là đã bắn rơi hoặc phá hủy gần 400 máy bay của Không quân Israel trong cuộc chiến này.
Ai Cập có từ 159 đến 292 máy bay bị bắn rơi. Theo số liệu của Israel thì 172 máy bay Ai Cập bị hạ trong các cuộc không chiến, 43 do các phương tiện phòng không mặt đất, hơn 60 chiếc bị phá hủy ngay trên sân bay (Ai Cập công nhận họ bị mất 159 máy bay do mọi nguyên nhân). Cũng theo Israel tuyên bố thì Syria mất 222 máy bay (162 bị hạ trong các cuộc không chiến).
Algeria mất một MiG-21 và một Su-7, Iraq mất 21 máy bay (trong đó có 14 MiG-21).
Israel tuyên bố F-4 Phantom của họ đã hạ 115 máy bay các nước Ả rập và bị tổn thất 41 chiếc. Còn theo các nước Ả Rập thì không quân của họ đã bắn hạ 144 máy bay Israel (Israel chỉ thừa nhận mất 5 chiếc).

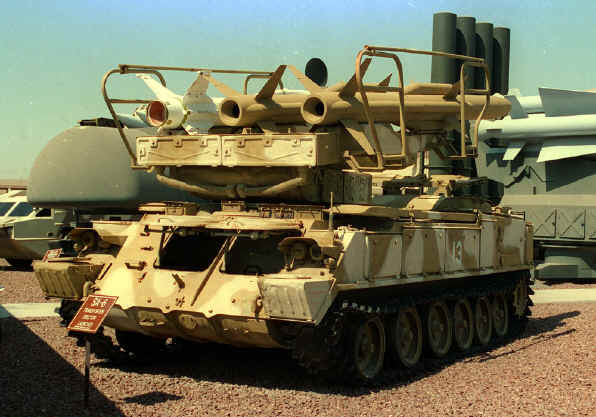
Hệ thống SA-6 Gainful được Liên Xô viện trợ cho quân Ả Rập

Các tổ hợp tên lửa phòng không Ả Rập (do Liên Xô chế tạo) đã bắn hạ ít nhất 110 máy bay Israel. Tổ hợp tên lửa phòng không vác vai SA-7 "Strela 2" bắn hạ từ 7-18 chiếc, pháo phòng không tự hành ZSU-23-4 Shilka hạ từ 11-31 máy bay. Hệ thống SA-6 Gainful bắn hạ khoảng 40 tới 65 máy bay.
Tổ hợp tên lửa phòng không "Hawk" của Israel (do Mỹ sản xuất) bắn hạ từ 10-17 máy bay Ả rập.
Trong một diễn biến liên quan, ở giai đoạn đầu chiến tranh, khi Israel thất bại, nữ Thủ tướng Golda Meir của Israel đã mất kiềm chế và ra lệnh chuẩn bị vũ khí hạt nhân (trong tay Israel đã có 18 quả bom hạt nhân). Cũng trong ngày hôm đó, KGB và GRU (tình báo quân sự Liên Xô) tại Trung Đông đã biết quyết định của Thủ tướng Meir. Trước nguy cơ Israel sẽ tự hủy diệt đất nước họ cùng hàng triệu sinh mạng, ngày 10/10, Liên Xô lên kế hoạch buộc Israel từ bỏ việc tiến hành chiến tranh hạt nhân. Ngày 13/10/1973, Thiếu tá Alexander Danilovich Vertievets được lệnh lái chiếc tiêm kích kiểu mới MiG-25 bay thẳng vào không phận Tel Aviv (thủ đô Israel) rồi lượn vòng trên đó để cảnh báo Israel không được dùng vũ khí hạt nhân. 3 chiếc Mirage của Israel cất cánh để ngăn chiếc MiG-25, song không thể bắt kịp mục tiêu. Biên đội Mirage bắn tên lửa không đối không Hokami để hạ chiếc MiG-25, nhưng tất cả tên lửa bắn ra đều bị trượt do mục tiêu cơ động quá nhanh. Chiếc MiG-25 không bỏ đi mà còn vòng lại, lượn thêm 6 vòng tròn trên bầu trời thành phố. Thêm 1 biên đội F-4 Phantom được Israel cử lên, nhưng cũng bất lực trong việc ngăn chặn hoặc bắn hạ chiếc MiG-25. Bộ trưởng Quốc phòng Israel đã tới gặp Thủ tướng Meir cùng với một báo cáo về "sự cố" trên bầu trời Tel Aviv, và bắt gặp bà Thủ tướng đang đọc lá thư của các nhà khoa học hạt nhân Liên Xô. Sau đó, Israel buộc phải từ bỏ kế hoạch dùng bom hạt nhân. Năm 1973, Alexander Danilovich Vertievets, người thực hiện chuyến bay khuấy đảo bầu trời Tel Aviv, đã được trao danh hiệu Anh hùng Liên Xô.

## Vũ khí của các bên
Quân Ả Rập sử dụng vũ khí hầu hết do Liên Xô sản xuất, trong khi quân Israel dùng phần lớn vũ khí của Mỹ-Anh sản xuất.
Các xe tăng T-54/55 và T-62 của quân Ả Rập có thân xe thấp hơn, vỏ giáp tốt hơn và pháo mạnh hơn so với M48 Patton và xe tăng Centurion của Israel, ngoài ra chúng còn có bộ ổn định pháo 2 trục cho phép bắn chính xác hơn nhiều khi xe đang di chuyển (M48 Patton thời đó chưa có hệ thống này). T-54/55 và T-62 cũng được trang bị hệ thống nhìn đêm hồng ngoại, có thể phát hiện xe tăng địch ở cự ly 400 mét trong đêm không trăng, hoặc tăng lên vài trăm mét trong đêm có trăng. Trong khi đó, xe M48 Patton và Centurion thời đó đều không có hệ thống nhìn đêm, nên tổ lái Israel phải dựa vào pháo sáng hoặc đèn pha để nhìn trong đêm. Do đó, xe tăng của khối Ả Rập có ưu thế trong các trận đánh cơ động trực diện, đặc biệt là khi đánh ban đêm. Ngược lại, xe tăng của Israel được trang bị hệ thống đo khoảng cách tốt hơn, và phần lớn sĩ quan xe tăng Israel là cựu binh giàu kinh nghiệm trong cuộc chiến năm 1967 (trong khi phần lớn sĩ quan Ả Rập chưa có kinh nghiệm thực chiến), nên xe tăng Israel có ưu thế trong các trận đánh phục kích từ xa. Nhìn chung, kết quả chiến đấu của xe tăng hai bên phụ thuộc lớn vào việc áp dụng chiến thuật có hợp lý hay không: giai đoạn đầu, quân thiết giáp Ai Cập thắng lợi lớn nhưng đến giai đoạn sau, sự chủ quan và nôn nóng khiến quân Ai Cập mắc nhiều lỗi chiến thuật, khiến thắng lợi lại chuyển sang Israel.
Về không quân, Israel có ưu thế hơn ở phi công dày dặn kinh nghiệm hơn, lại được trang bị tiêm kích hạng nặng F-4 Phantom, trong khi các phi công Ả rập phần lớn còn non kinh nghiệm, và chỉ có tiêm kích hạng nhẹ là MiG-21 (Liên Xô khi đó chưa viện trợ MiG-23 cho quân Ả Rập). Bù lại, quân Ả Rập vượt trội ở các hệ thống tên lửa phòng không do Liên Xô viện trợ, đặc biệt là hệ thống kiểu mới SA-6. Cũng như các trận đánh trên bộ, thắng bại trong trận đánh trên bầu trời cũng phụ thuộc rất lớn vào trình độ huấn luyện và chiến thuật hợp lý: giai đoạn đầu, phòng không Ả Rập bắn rơi hàng loạt máy bay Israel nhưng đến giai đoạn sau, không quân Israel thu được nhiều thắng lợi do lực lượng phòng không Ả Rập đã không phối hợp tốt với lục quân và không quân của họ.

## Lệnh ngưng bắn

### Quân đoàn số ba Ai Cập bị mắc kẹt

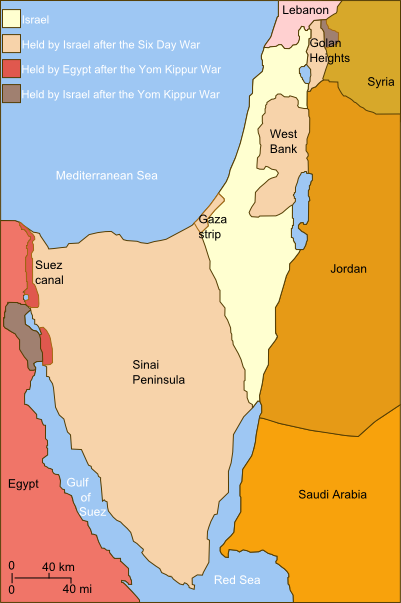
Khi lệnh ngưng bắn diễn ra, Israel mất các vùng lãnh thổ màu đỏ, nhưng giành được các vùng màu nâu tại bờ tây kênh Suez và cao nguyên Golan.

Khi lệnh ngưng bắn bắt đầu, quân Israel chỉ còn cách mục tiêu có vài trăm mét—con đường nối Cairo và Suez. Trong đêm đó, quân Ai Cập vi phạm lệnh ngưng bắn tại một số nơi, phá hủy chín xe tăng Israel. Để đáp lại, David Elazar yêu cầu được tiếp tục tiến đánh về hướng nam, và được tướng Moshe Dayan chấp thuận. Quân Israel hoàn tất cuộc tiến công, đánh chiếm con đường này, khiến quân đoàn ba Ai Cập có nguy cơ mắc kẹt lại tại bờ đông của kênh đào Suez.
Sáng hôm sau, ngày 23 tháng 10, các hoạt động ngoại giao hối hả tiếp diễn. Máy bay trinh sát của Liên Xô xác nhận quân Israel tiếp tục di chuyển về phía nam, và phía Liên Xô cáo buộc Israel phản trắc. Trong cuộc hội đàm qua điện thoại với bà Golda Meir, Henry Kissinger hỏi, "Làm thế nào mà người ta có thể biết được một giới tuyến tồn tại ở đâu trong sa mạc?" Meir trả lời, "Họ biết cả thôi." Kissinger biết được tin về đạo quân Ai Cập bị bao vây không lâu sau đó.
Thực ra tình thế vẫn chưa phải là quá xấu với Ai Cập. Tuy Israel có bao vây được 30.000 quân của quân đoàn số 3, nhưng quân đoàn này vẫn duy trì được hàng ngũ và chưa tan vỡ. Ngoài ra, lực lượng Ai Cập vẫn còn quân đoàn số 2 với 40.000 quân đóng ở bờ tây kênh Suez, quân đoàn này vẫn có trang bị mạnh và đang giữ vững chắc vị trí của mình, chỉ cách vị trí quân đoàn 3 khoảng dăm chục km. Ai Cập hoàn toàn có thể sử dụng Quân đoàn số 2 và số 3 để tấn công từ 2 phía nhằm kết nối thành một tuyến thống nhất, nếu thành công thì không những quân đoàn 3 được giải cứu, mà chính quân Israel sẽ bị bao vây ngược. Ở mặt trận Golan, Syria cũng đang chuẩn bị cho cuộc phản công lớn sẽ buộc Israel phải rút bớt quân khỏi mặt trận Ai Cập. Nhưng đến lúc này, các lãnh đạo Ai Cập đã tỏ ra bạc nhược. Thay vì dồn sức quyết chiến, họ quay sang cầu cứu Liên Xô và Mỹ. Lãnh đạo Liên Xô Leonid Ilyich Brezhnev đã lên tiếng đe dọa sẽ đem quân tham chiến để bảo vệ Ai Cập và điều này có thể tạo nên một cuộc thế chiến thứ ba, cùng với việc trấn an đồng minh Syria rằng Liên Xô sẽ chặn quân Israel khỏi Damacus bằng một lệnh ngừng bắn.
Kissinger nhận thấy tình hình rất có lợi cho Hoa Kỳ— Ai Cập phụ thuộc vào thiện chí của Mỹ để ngăn Israel bao vây Quân đoàn số 3, cắt đứt tiếp tế lương thực và nước cho quân đoàn này. Tình hình có thể được đàm phán để Mỹ đứng ra làm trung gian hòa giải xung đột, tách Ai Cập ra khỏi quỹ đạo ảnh hưởng của Liên Xô.
Ngày 28/10, dưới sức ép của Mỹ, Israel đã đồng ý cho Ai Cập chuyển thực phẩm và thuốc men cho quân đoàn số 3 đang bị mắc kẹt. Ngày hôm sau, Syria ngừng chiến.

### Mặt trận phía bắc dịu đi
Tại mặt trận phía bắc, quân Syria chuẩn bị một cuộc phản kích lớn vào ngày 23 tháng 10, huy động 5 sư đoàn của Syria, có hai sư đoàn Iraq và các đơn vị nhỏ từ các quốc gia Ả Rập khác, bao gồm cả Jordan. Liên Xô cũng bổ sung để bù đắp cho các tổn thất xe tăng mà quân Syria bị mất trong vòng hai tuần đầu chiến cuộc.
Tuy nhiên, một ngày trước khi cuộc phản công diễn ra, Liên Hợp Quốc áp đặt lệnh ngưng bắn, và cả Israel lẫn Ai Cập đều tuân thủ. "Việc Ai Cập chấp thuận lệnh ngưng bắn vào thứ hai  [22 tháng 10] đặt Assad vào tình thế tiến thoái lưỡng nan. Ông ta không bị bó buộc bởi lệnh ngưng bắn, nhưng không thể phớt lờ ảnh hưởng của nó. Một số người trong Bộ chỉ huy Syria muốn tiến hành tấn công, lý luận là Ai Cập cũng sẽ buộc phải tiếp tục chiến đấu. Những người khác tuy vậy lại cho rằng việc tiếp tục giao chiến sẽ hợp pháp hóa việc Israel tiêu diệt quân đoàn số ba Ai Cập. Trong trường hợp đó, Ai Cập sẽ không hỗ trợ cho Syria một khi Israel đánh tổng lực ở mặt trận phía bắc, phá hủy cơ sở hạ tầng, thậm chí tấn công cả Damascus"
Cuối cùng, tổng thống Assad quyết định bãi bỏ lệnh tấn công, và ngày 23 tháng 10, Syria tuyên bố chấp thuận ngưng bắn, chính phủ Iraq hạ lệnh cho quân của mình trở về.

## Kết quả
Trong toàn cuộc chiến, 1.063 xe tăng Israel đã bị phá hủy, bị thu giữ hoặc bị hư hại (gần một nửa là xe tăng Centurion), trong đó khoảng 600 chiếc xe tăng bị phá hủy hoàn toàn hoặc bị quân Ả rập thu giữ. Khoảng 35 xe tăng Centurion của Israel bị Ai Cập thu giữ, và dăm chục chiếc khác bị thu giữ bởi Syria, Iraq and four by Jordan. Về phía quân Ả Rập, 2.250 xe tăng đã bị phá hủy, bị thu giữ hoặc bị hư hại, bao gồm 1.274 chiếc bị phá hủy hoàn toàn hoặc bị quân Israel thu giữ (trong đó Ai Cập mất 631 chiếc, còn Syria, Iraq và Jordan mất 643 chiếc)
Trevor Dupuy đã tổng kết về kết cục cuộc chiến:
Nếu chiến tranh là hành động của lực lượng quân sự để hỗ trợ cho các mục tiêu chính trị, không thể nghi ngờ rằng xét về chiến lược và chính trị, các quốc gia Ả Rập - và đặc biệt là Ai Cập - đã thắng cuộc chiến, mặc dù kết quả về quân sự là một bế tắc không cho phép cả hai bên tuyên bố về một chiến thắng quân sự.
Vào ngày 4/11/1973, khi nhận xét về khối Ả Rập trong cuộc chiến Yom Kippur với Israel, Tổng bí thư Đảng Cộng sản Liên Xô Leonid Brezhnev đã chỉ trích sự bạc nhược của lãnh đạo Ai Cập như sau:
Chúng ta đã cung cấp cho họ những giải pháp thấu tình đạt lý nhất trong suốt những năm qua. Nhưng không, họ chỉ muốn đánh. Được, chúng ta đồng ý cung cấp cho họ những công nghệ và vũ khí tốt nhất có thể: Kub, Scud, FROG-7, BMP-1... Đây là những thứ mà ngay cả Việt Nam còn không có. Họ đạt lợi thế tuyệt đối 2 chọi 1 về xe tăng, 3 chọi 1 về pháo, cùng một lượng khí tài lớn về vũ khí chống tăng và phòng không. Và kết cục ra sao?
Họ lại thất bại một lần nữa. Một lần nữa, họ gào lên yêu cầu chúng ta giúp đỡ. Anwar Sadat (Tổng thống Ai Cập‬) gọi điện cho tôi hai lần vào giữa đêm khuya, van nài "hãy cứu tôi" và yêu cầu chúng ta triển khai quân ngay lập tức. Họ đã quên rằng chính những sĩ quan Liên Xô đã bắn hạ hơn 20 máy bay Israel hồi Chiến tranh tiêu hao (1967-1970) cách đây mới vài năm, để giúp họ đạt được một hiệp ước đình chiến không mất mặt đó sao?
Không, lần này chúng ta sẽ không chiến đấu vì họ nữa".
Sau cuộc chiến, Liên Xô giảm hẳn sự hỗ trợ cho khối Ả Rập (ngoài trừ Syria và Iraq). Chính phủ Ai Cập cũng tìm cách ký hòa ước với Israel sau khi nước này đồng ý trao trả bán đảo Sinai cho họ.
Theo một ước tính, cuộc chiến đã khiến Israel thiệt hại tài chính tương đương với tổng sản phẩm quốc nội (GDP) của nước này trong một năm. Chỉ tính riêng ở mặt trận Sinai, khoảng 1/4 lực lượng không quân của Israel đã bị bắn hạ. Khoảng 1 nửa lực lượng thiết giáp, 40-60% lực lượng không quân của Israel đã bị tiêu diệt trong cuộc chiến. Israel đã trụ vững nhưng với một cái giá quá đắt. Những tác động của cuộc chiến đã góp phần khiến Thủ tướng Meir mất chức vào năm 1974 cùng với Bộ trưởng Quốc phòng Dayan.
Về phía người Ả Rập, những thắng lợi lớn trong giai đoạn đầu cuộc chiến khiến người dân các nước này rất phấn chấn. Binh sỹ Ả Rập cũng thể hiện sự tiến bộ rõ rệt so với chiến tranh Sáu ngày năm 1967. Với dân số ít ỏi của mình, kể cả khi tổn thất về người của Israel chỉ bằng 1/3 đối phương, thì họ cũng sẽ là bên kiệt sức trước. Người Israel lo ngại nếu một cuộc chiến nữa nổ ra và quân đội Ả Rập tiếp tục tiến bộ hơn nữa, thì liệu họ có thể chống đỡ được hay không. Israel phải tính đến chuyện từ bỏ các lãnh thổ đã chiếm của Ai Cập để đổi lấy hòa bình.
Cuộc đàm phán hòa bình khi chiến tranh kết thúc đánh dấu lần đầu tiên các quan chức Ả Rập và Israeli họp mặt trực tiếp đàm phán, kể từ sau cuộc chiến năm 1948. Trong cuộc chiến tranh này, Tổng thống Ai Cập đã đạt được mục tiêu đề ra – đàm phán hòa bình trên thế mạnh với Israel và Mỹ (tháng 9/1978, Ai Cập và Israel ký thỏa thuận hòa bình – Ai Cập công nhận Israel và Israel rút quân ra khỏi bán đảo Sinai), lấy lại được phần lãnh thổ bị chiếm đóng. Nhưng cũng vì việc công nhận Nhà nước Israel mà ông đã bị các quân nhân Ai Cập ám sát trong lễ duyệt binh 6/10/1981 (kỷ niệm 8 năm ngày bắt đầu cuộc chiến tranh).
Một vài tuần sau đó, vào ngày 11/11, Ai Cập và Israel nhất trí với thỏa thuận ngừng bắn do Sadat và Kissinger soạn thảo, nhưng phía Syria từ chối đặt bút ký, bởi thỏa thuận này không buộc Israel trao trả cho Syria bất cứ vùng lãnh thổ nào bị họ chiếm đóng.
Thực chất, Syria đã bị đồng minh Ai Cập đối xử theo lối "qua cầu rút ván". Ai Cập động viên họ cùng tham chiến chống Israel để giành lại lãnh thổ, nhưng khi chiến sự có chiều hướng bất lợi, lãnh đạo Ai Cập đã không kiên trì chiến đấu như Syria mà lại nản chí, muốn bỏ cuộc giữa chừng. Ai Cập tự đình chiến sau khi đã được Mỹ và Israel hứa hẹn về lợi ích cho riêng mình (thu hồi lại được bán đảo Sinai và kênh đào Suez). Khi chỉ còn một mình Syria thì họ không thể đủ lực lượng đánh thắng Israel. Vậy là dù chiến đấu tốt hơn Ai Cập nhưng Syria lại chẳng thu được lợi ích gì sau cuộc chiến. Năm 1979, Syria bỏ phiếu cùng các nước Ả Rập khác để trục xuất Ai Cập ra khỏi Liên đoàn Ả Rập.